# Кам'янець-Подільська фортеця
Кам'яне́ць-Поді́льська форте́ця — фортеця у місті Кам'янець-Подільський. Відома з XIV століття як важлива оборонна споруда Східної Європи та частина оборонної системи міста Кам'янець, колишньої столиці Подільського князівства XIV–XV століть, Подільського воєводства XV–XVIII століть, а далі Подільської губернії (1793–1925 pp.). Фортеця є складовою частиною Національного історико-архітектурного заповідника «Кам'янець», що належить до «7 чудес України». 

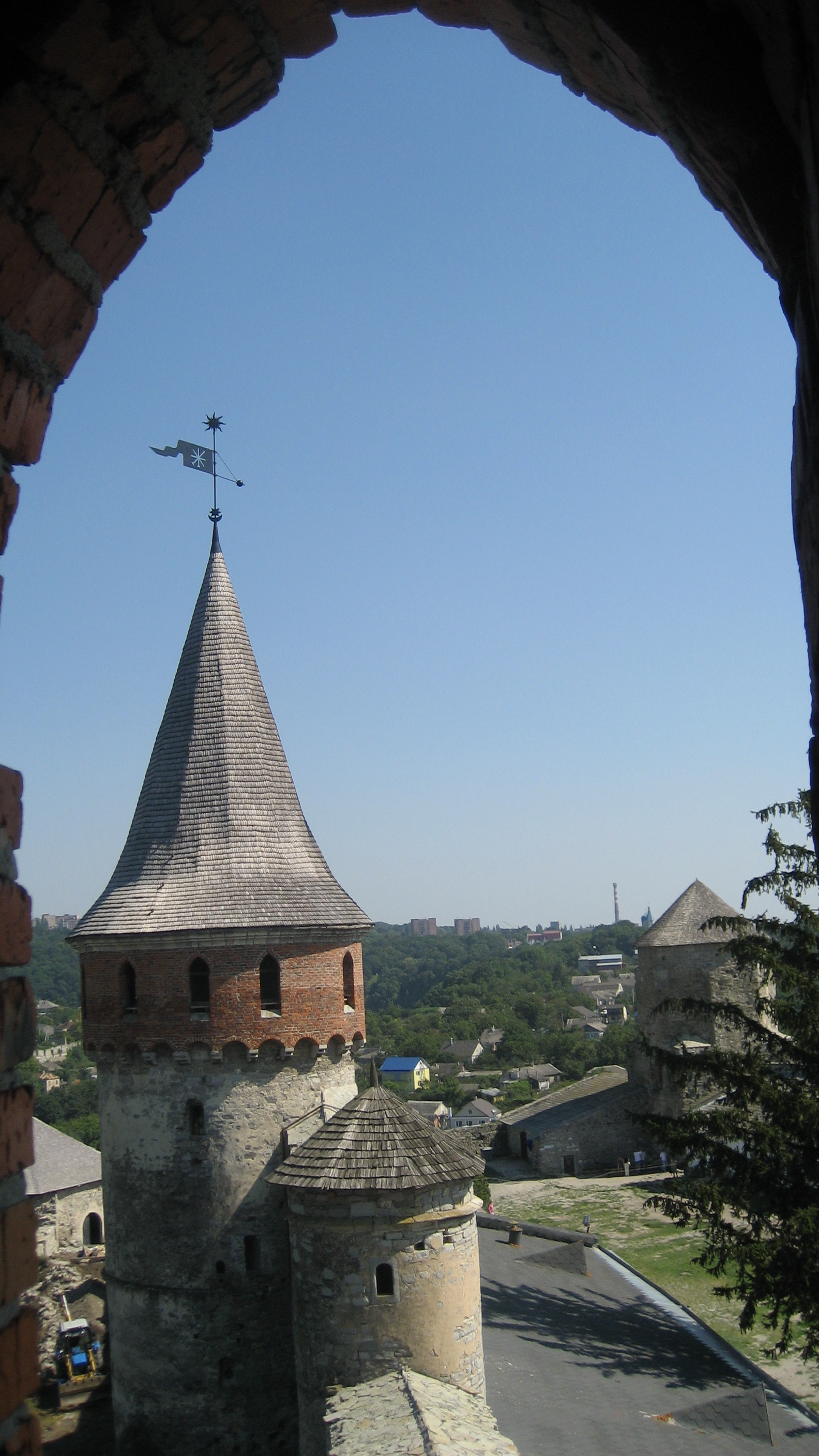
Лянцкоронська вежа

## Географічне положення
Детальніші відомості про географічне положення фортеці та Смотрицький каньйон ви можете знайти в статті Смотрицький каньйон.
Острів, на якому знаходиться фортеця, оточений каньйоном. По каньйону протікає річка Смотрич, яка своєю течією утворює петлю — обтікає навкруги високої гори та, не доходячи до свого річища на кілька метрів, повертає і тече далі. У тім місці, де Смотрич, обітнувши навколо острів, утворює зі своїм річищем петлю, стоїть на розі, що утворюється двома ярами, Кам'янецький замок. З'єднується він із містом вузенькою смугою скелі, на якій збудований Замковий міст.

## Історичні згадки

### Проблема датування
Довгий час вважалося, що Стару фортецю було збудовано у другій половині XIV століття. Вперше в історії про Кам'янецький замок згадується у грамоті від 7 (15) січня 1374 року литовсько-руського князя Юрія Коріатовича, якою він за згодою свого брата Олександра Коріатовича надав кам'янчанам Магдебурзьке право та прямо зазначив, що грамота дається «на замку» в Кам'янці. Цю позицію щодо литовських першопочатків замку, зафіксовано в популярних монографіях Євтима Сіцінського (1895), Олександра Прусевича (1915), підтримали її й радянські дослідники Петро Юрченко (1950), Тамара Будянська (1961).
Комплексні архітектурні дослідження Євгенії Пламеницької та Анатолія Тюпича у 1964–1982 роках, дослідження археологів на чолі з Іоном Винокуром у 1964–1969 роках дозволили значно поглибити історію кам'янецької фортеці та датувати її першопочатки XI–XII століттями (в інших версіях — кінцем XII століття).
Якщо наявність давньоруського періоду в історії Кам'янецької фортеці не викликає сьогодні жодних заперечень у дослідників, то концепція Євгенії Пламеницької, яку  розвивала та пропагувала її донька Ольга Пламеницька, про дако-римські першопочатки замку, Замкового мосту та всього міста у II–III століттях викликала неоднозначну оцінку істориків та археологів, зокрема, Іона Винокура, Миколи Петрова.

### Найдавніші описи замку

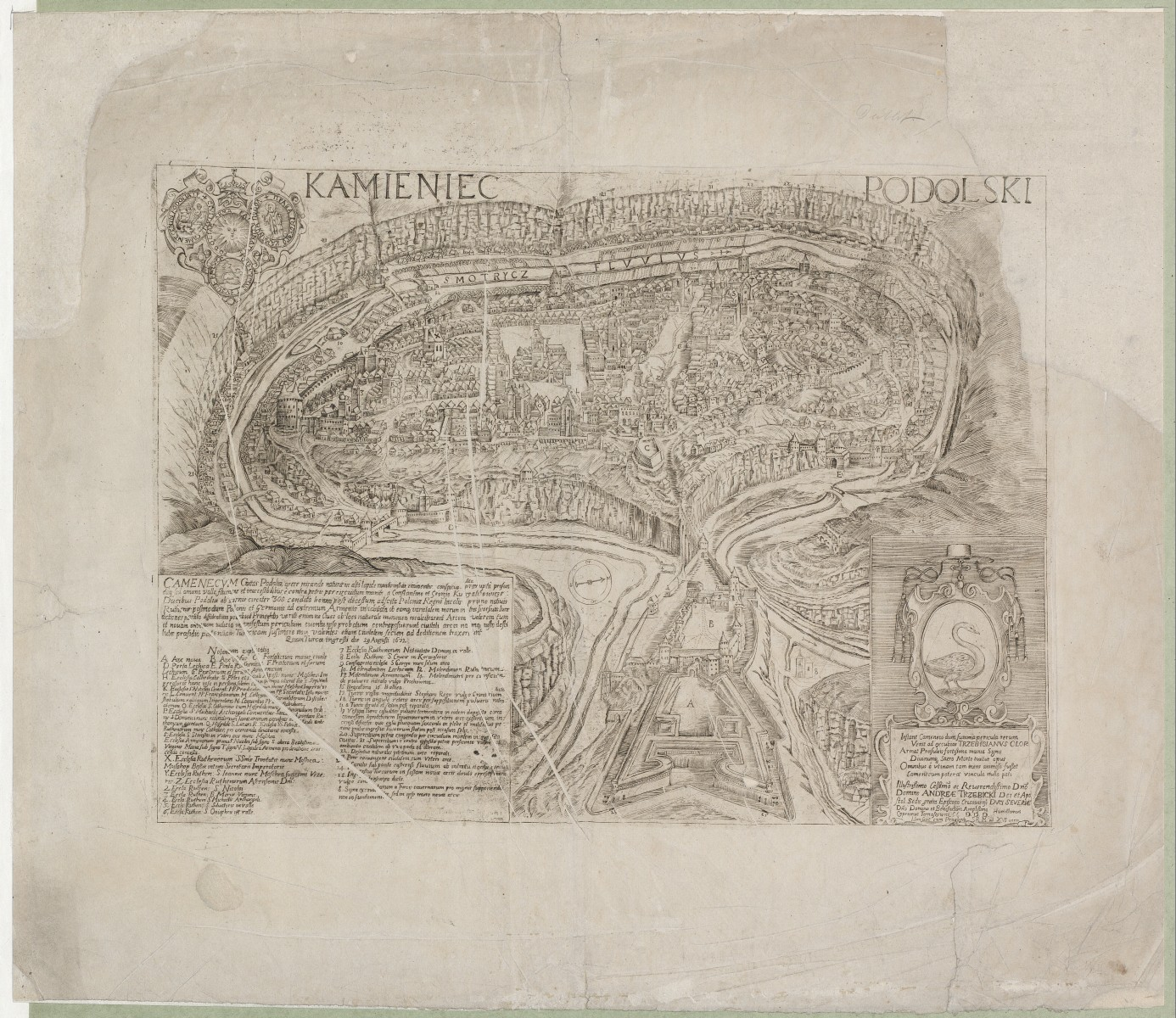
Мапа фортеці (1672). Кипріан Томашевич

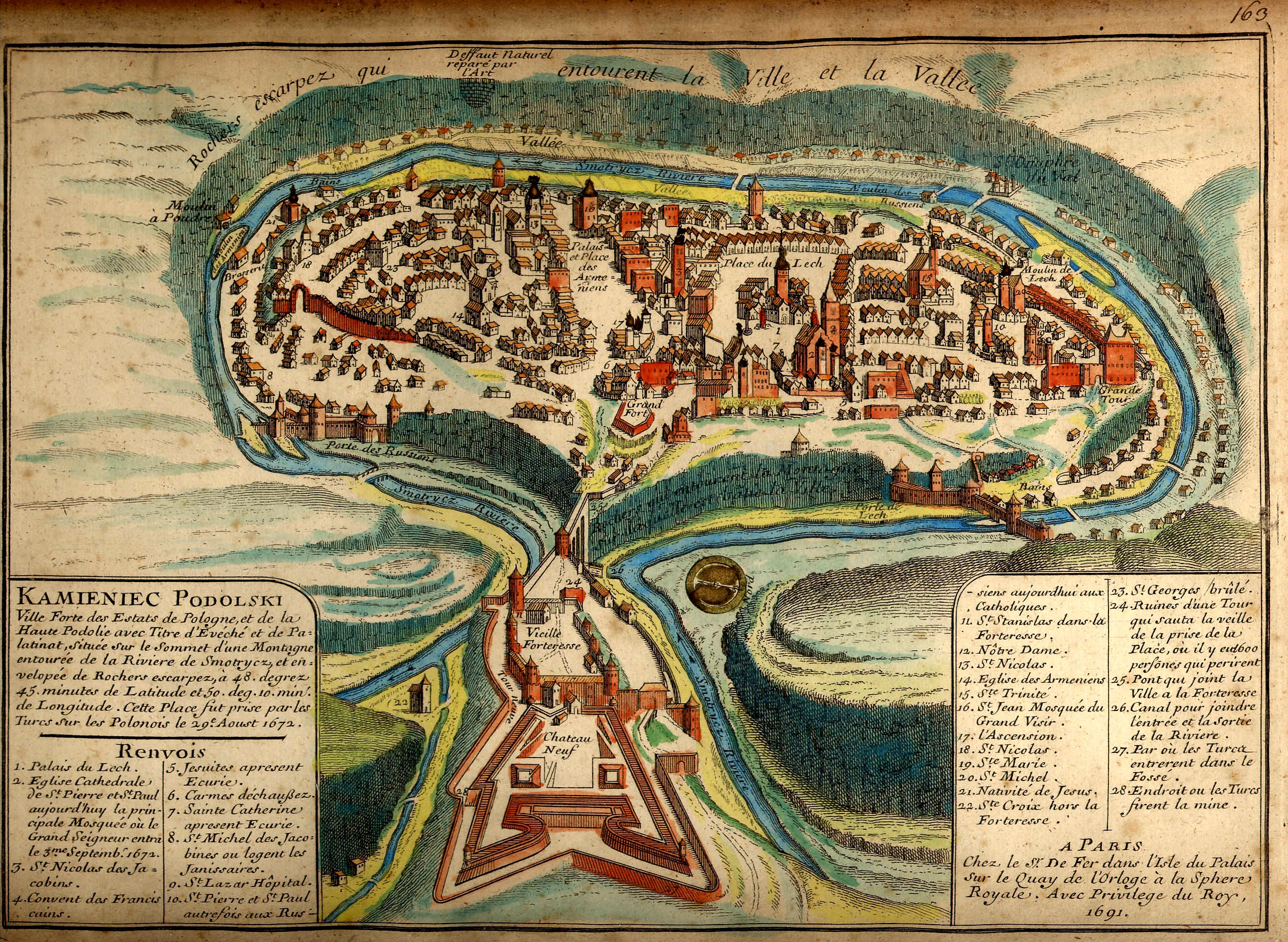
Мапа фортеці (1691)

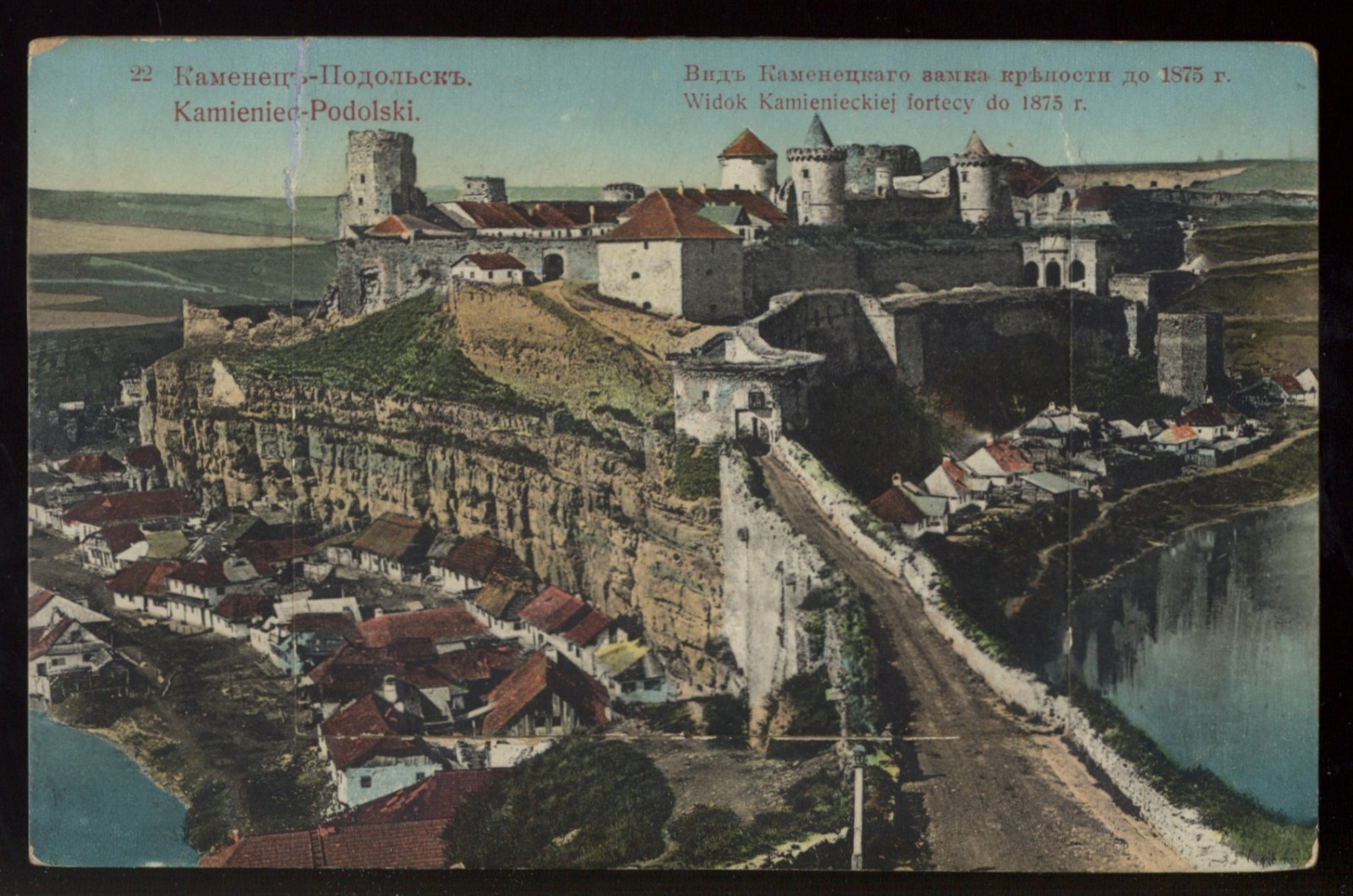
Кам'янецький замок до 1875 року. Дві замкові Брами: Красні Ворота на мості та Брама Станіслава Августа

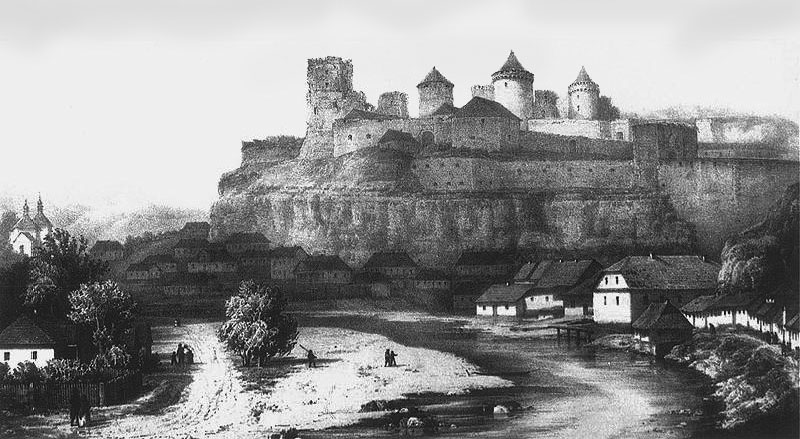
Наполеон Орда (1871)

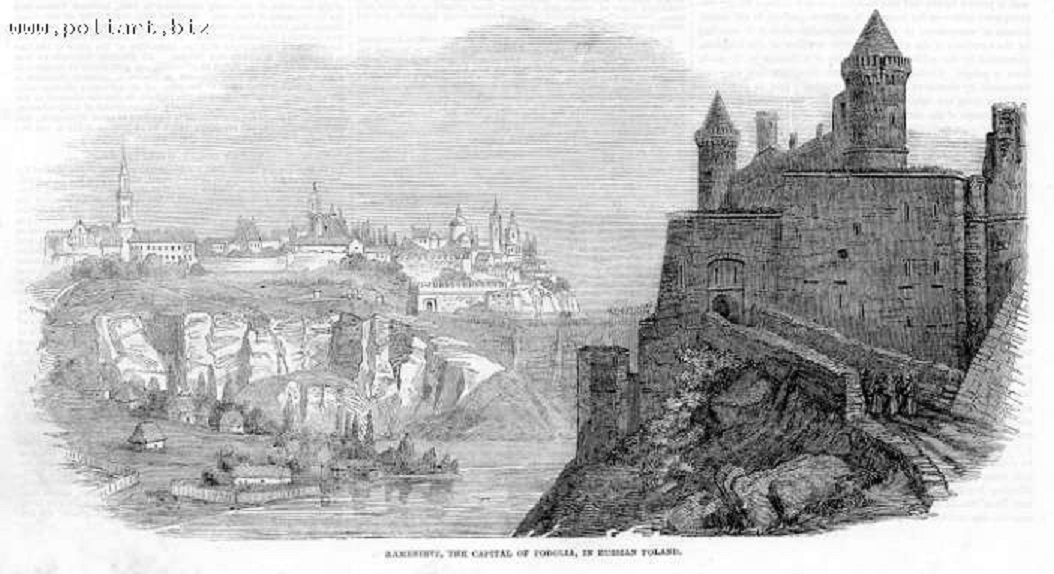
Такими були всі башти фортеці: повністю кам'яними (1853)

Провідними документами, які дозволяють досить рельєфно уявити, яким був замок у XV-XVI століттях, є два його описи — 1494 року, коли замок передавали новому старості, та 1544 року, коли белзький каштелян Войцех Стажеховский перевіряв роботи, які виконав у замку військовий інженер та архітектор Йокуб Претфус (Йов Претвич). Ці надзвичайно важливі документи виявив Александер Яблоновський, оприлюднивши у 1880 році перший опис, а в 1882-му — наступний.
Замок має солідну будівельну історію. Навіть без дискусійного дако-римського періоду набігає, згідно з даними Євгенії Пламеницької, аж 14 будівельних періодів (від XI століття до початку XIX століття). Але, якщо говорити про час, коли замок набув вигляду близького до теперішнього, то це середина XVI століття. Саме величезна робота, виконана під керівництвом Йокуба (Йова) Претфуса, надала замку того вигляду, якого він, попри всі перипетії, не загубив упродовж майже пів тисячоліття. Опис 1544 року фіксує це вдало віднайдене обличчя замку — зрілої фортифікаційної одиниці.

## Кам'янецький замок

### Опис найдавнішої Кам'янецької фортеці
Усі укріплення Кам'янця поділяються на дві категорії — замок і міські фортифікації. Сам замок складається з двох частин: старого замку з мурами та баштами та нового замку з земляними валами та ровами.
Фортеця була збудована до часів появи вогнепальної зброї, тому башти замку та міста були повністю кам'яними та мали кам'яні кронштейни й верхи. Сучасні дахи башт були прилаштовані, ймовірно, за часів російської окупації.

### Старий замок
В плані замок має неправильну чотирикутну форму, що простяглась на краю високого рогу гори від південного сходу до північного заходу. Ширина замку приблизно 50 м, довжина від півночі 135 м, від півдня — 160, а посередині 180 м. Площа замкового подвір'я приблизно ¾ гектари., а разом з прибудовами сягає 1,5 га.
Замок оточений високими мурами, має 11 мурованих башт. В'їзд до замку зі сходу — з боку міста. Башти розміщено таким чином: по довжині замку з одного боку 4, з другого — 4, на західному боці на кінці 2 з'єднані башти й одна окремо з півночі коло річки.

### Новий замок
В плані трапецієподібний з широким боком на північний захід. Ширина замку разом з валами сягає 250 м, довжина в напрямку старого замку приблизно 220 м. Площа земляного замку з усіма валами — приблизно 3 гектари. 
Загальна площа обох замків близько 4,5 гектари.

#### Мур зі сторони Карвасар
Коло башт: 1-ї — Папської, 2-ї, 3-ї, 4-ї — збоку скелі проходила стіна, фундамент якої було зведено на скелі; висота стіни сягала внутрішніх замкових стін, що були між цими баштами. Ця зовнішня стіна в цей час (1544 р.) будувалася; вона повинна була забезпечувати підступ до цих башт і взагалі до замку. Тепер зовнішня стіна є тільки біля перших двох башт. Зі сторони Карвасар замок був додатково оточений кам'яною стіною, в якій навпроти Ласької (Білої) башти була кам'яна дошка з вирізьбленим написом: sumptus, по сторонах pal pod, а внизу: MDCCLXL.
Башти Нову, Малу і Рожанку оточував подвійний рів.

#### Замковий міст на Польній брамі
Міст збудований давно, у 1544 році Йов Претвич будував тут нову браму. Біля Скальської брами були обороні вали і рів. Через рів проходив дерев'яний розвідний міст, який опускався на кам'яні стовпи. Рів, у разі потреби, заповнювався водою. Міст існував до 1820 року. По мосту можна було ввійти до «Нового замку» (земляного).
Старий замок в його сучасному вигляді був збудований для захисту від татар. Передні мури були зведені коштом папи Юлія II (Папська вежа), кам'янецького єпископа Якуба Бучацького (Ковпак), латинського архієпископа, примаса Польщі Яна Ласького (Ляська), кам'янецького латинського єпископа Марціна Бялобжеского гербу Абданк (Мартина Білобрезького) (Денна), куявського латинського єпископа Кшеслава з Курозвенок (Рожанка).

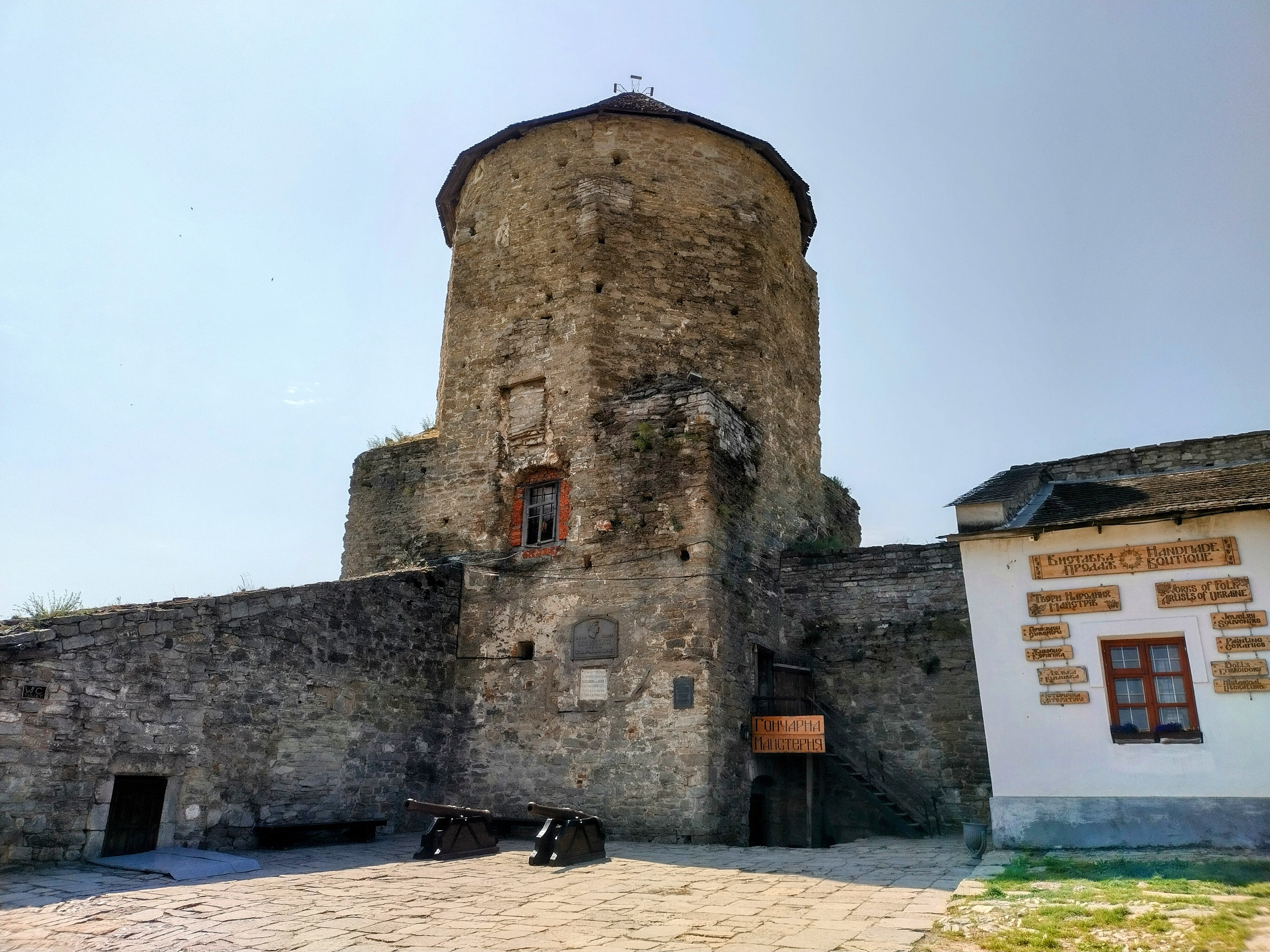
Папська вежа

#### 1. Папська (або Юлія)

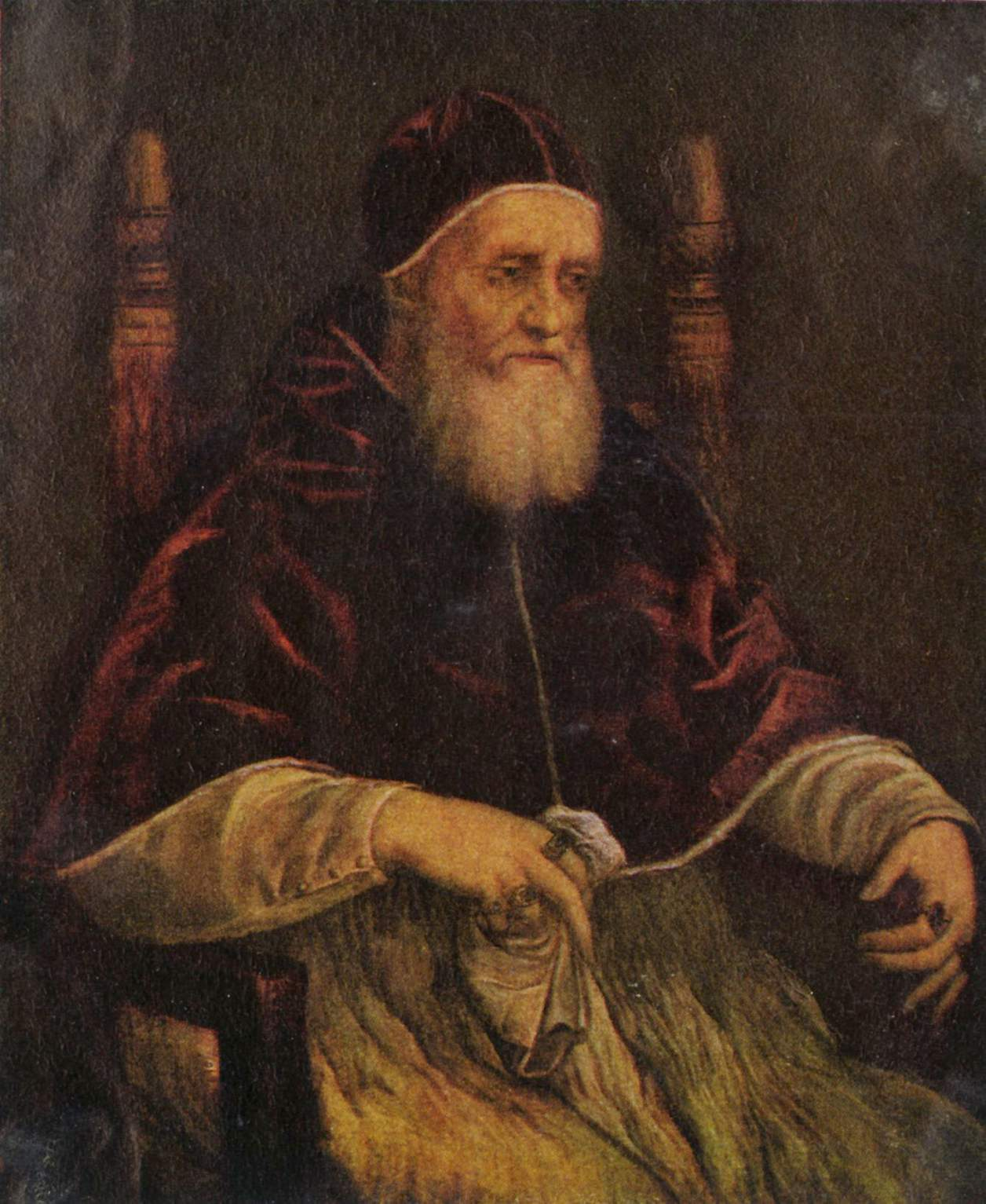
Юлій II

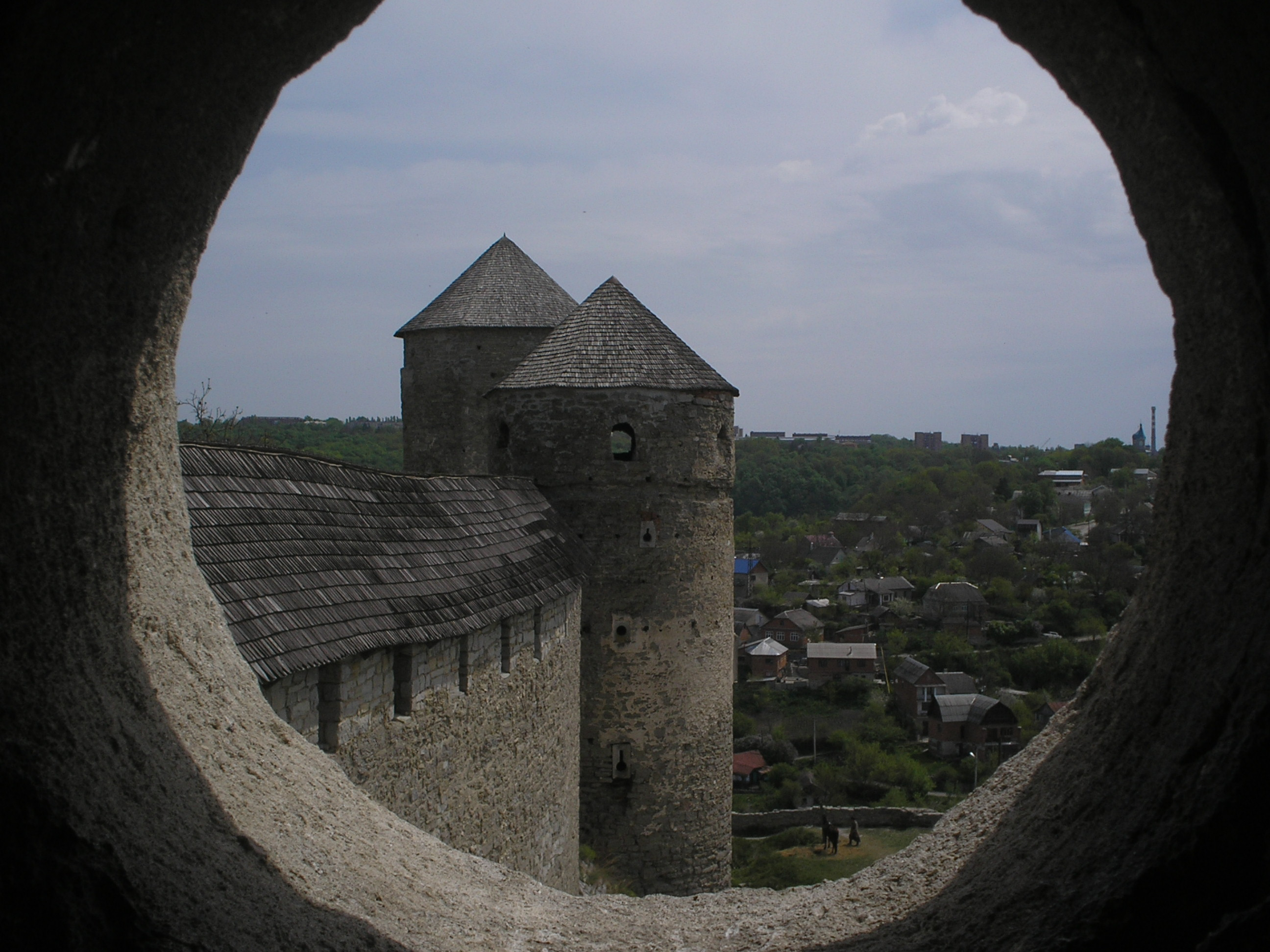
Вежа Ковпак

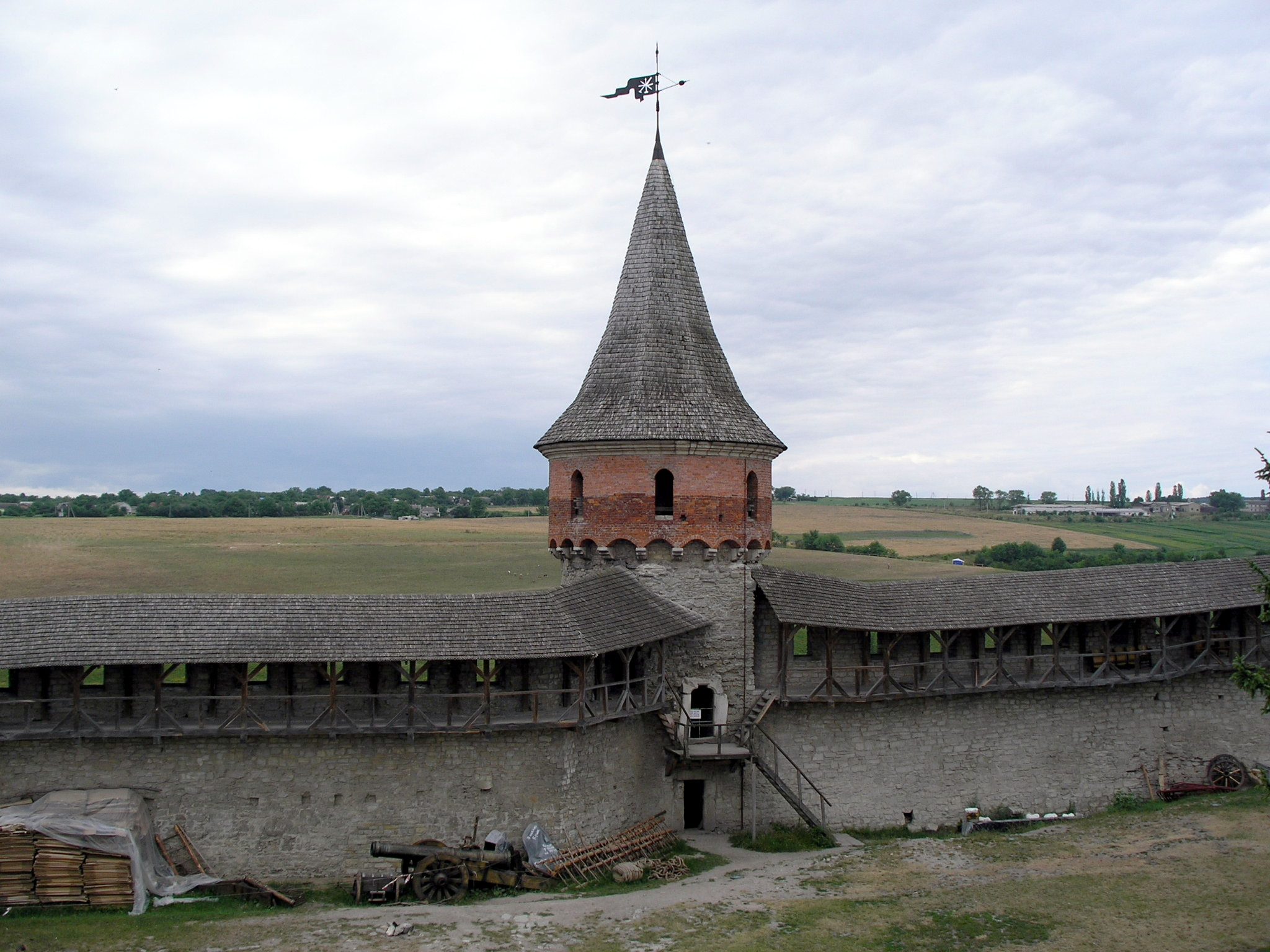
Тенчинська вежа

5-типоверхова вежа розміщена на південно-східному розі замку, над скелею, де внизу розташовані хати передмістя Карвасар. Ця внизу чотирибока; по середині восьмибока, на самім вершку кругла, покрита конусовим ґонтовим дахом, (зробленим літ 35 тому). Нагорі башти з боку міста вставлено кам'яну таблицю з гербом і інсиґніями папськими. Кажуть, що то герб Папи Римського Юлія II (1503–1513 pp.), що призначив на ремонт Кам'янецького замку «данину св. Петра» (пол. święto-pietrze, податок костьолів папі). У XVI столітті цю башту називали Папською, або Юлія.
На цій башті були у XIX століття сліди великого герба, на якому була папська тіара.
Над входом з подвір'я замку до підземелля на кам'яному арцабі (віконна рама) був невеликий герб, який зображав на полі вершника, над щитом була корона, по боках можна було прочитати літери:
| Р. Р. G. D. Р. |

Під час археологічних розкопок, які проводились у фортеці в 1959–1960 pp., під будинком, який поєднував Чорну та Папську вежі, була виявлена кімната пушкаря, поруч 57 кам'яних ядер. Через декілька метрів було виявлено гробницю князів Коріятовичів XIV століття, глибиною 8 метрів, яка була видовбана в скелі.
Коло цих башт — з боку скелі — йшла стіна, якої фундамент виведено було на скелі; висотою вона сягала до внутрішніх замкових стін, що були між цими баштами. Ця зовнішня стіна тоді (1544р.) будувалася; вона повинна була забезпечувати підступ до тих башт, взагалі до замку.
На першому поверсі башти діє гончарна майстерня.

#### 2. Ковпак

Ковпак — башта, схожа на Тенчиньську: вона кругла з невеликими амбразурами в деяких місцях, кронштейнів нагорі нема. Покриття, як і на всіх південних баштах, конусове, ґонтове. З південного боку цієї башти вгорі вставлена кам'яна таблиця з гербом (складно визначити, яким саме, тому що камінь вивітрився). На цій башті був герб, що мав в полі герб кам'янецького єпископа Якуба Бучацького «Абданк», зверху біскупська шапка, по боках стрічка, жезл і куля. У XVI столітті цю башту називали «Ковпак».
Друга башта з південного боку замку звалася «Ковпак»; вона також, як каже опис 1544 року, добре збудована на міцному фундаменті. Коло тої башти була над самою скелею давня й дуже зіпсована мала башта, призначувана для сторожі, щоб, коли нападатимуть вороги, охороняти дорогу, яка йшла тут з Хотина.

#### 3. Тенчинська

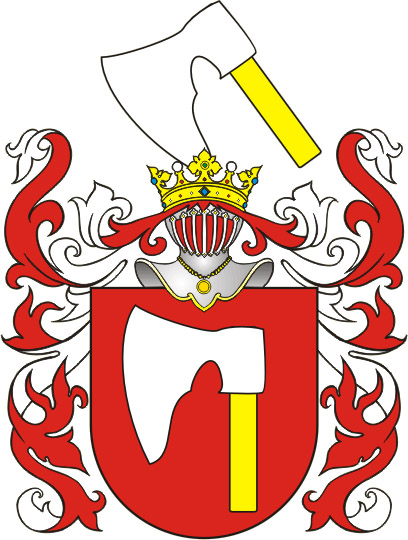

Тенчиньська башта кругла, має кілька амбразур. Нагорі збереглися кам'яні кронштейни; це показує, що на цій башті був такий зубчастий верх та, може? і покриття, як на Рожанці та Лянцкоронській баштах. Башта називалася у XVI столітті (опис 1544 р.) Тенчиньською.
«Тенчиньська» башта міцна, від свого фундаменту, закладеного на скелі, до половини висоти здавна обшита муром. (опис 1544 р.)

#### 4. Ковчег (Лянська)

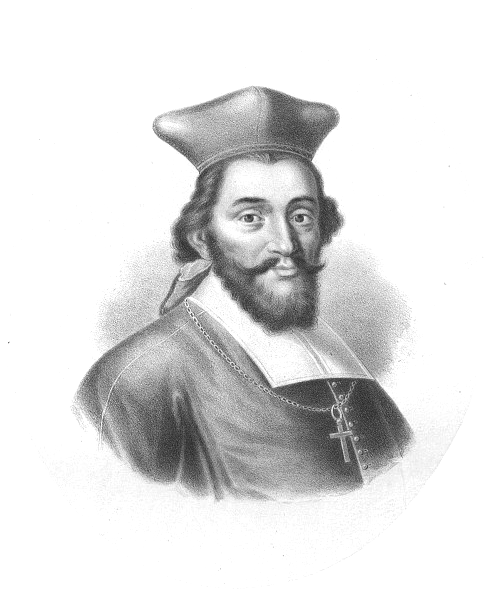
Ян Ляський

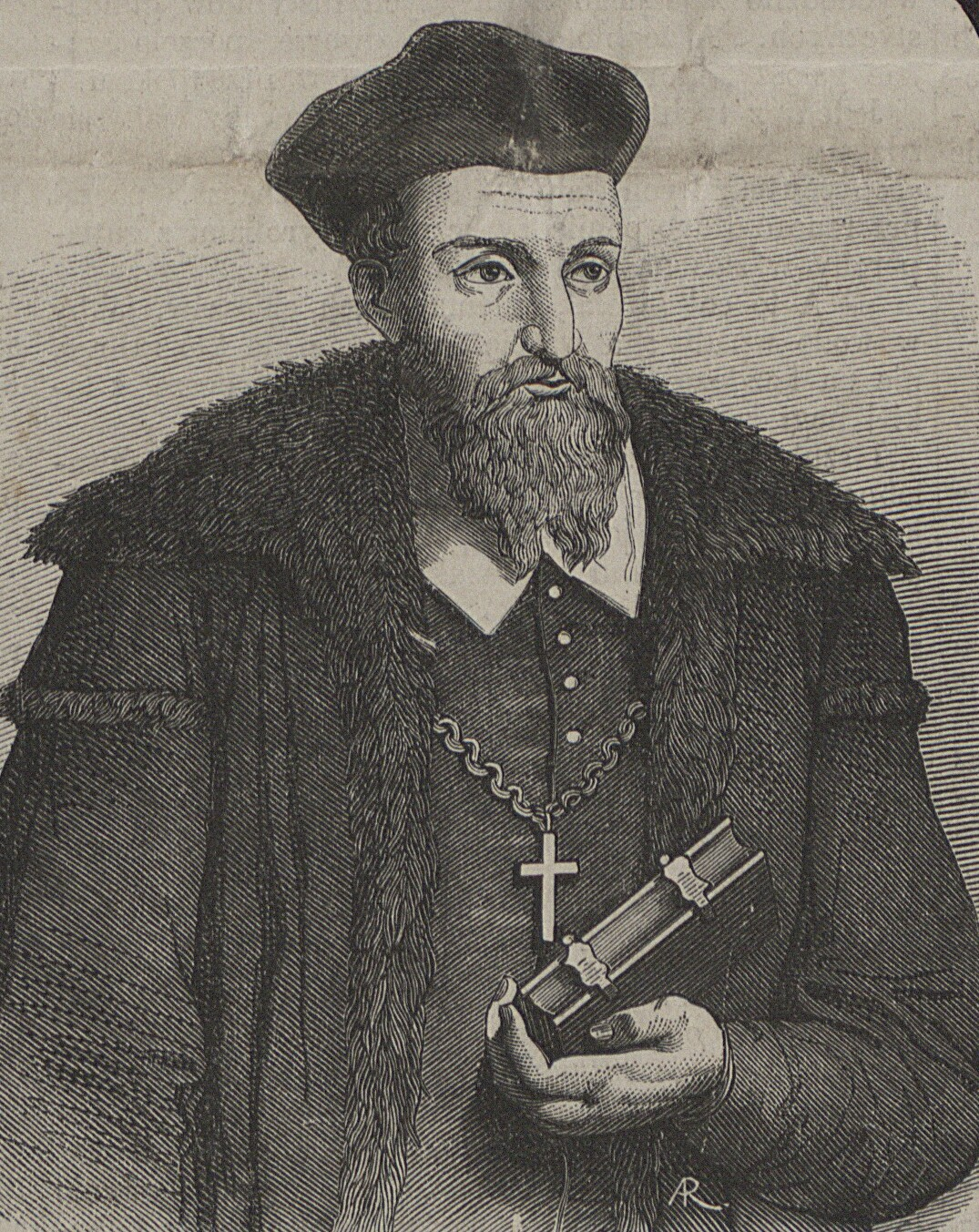
Марцін Бялобжеський

Біла (перша по цій лінії) башта є круглою з білим старовинним тинком. У XVI столітті називали її Ляцькою, або «Кораб (Ковчег) арцибіскупський». З південного боку башти на горі вставлено кам'яну плиту з гербом. В полі був ковчег (чаша), у верхній частині — єпископська шапка і хрест, поєднані стрічкою, з лівого боку була кольчуга, з правого — меч.
З подвір'я замку над входом до башти на кам'яних гарно оброблених арцабах (віконних рамах) вибито напис:
| VERVS AMICVS EST RARIOR FENICE Вірний друг рідший за фенікса. |

#### 5. Денна

До цієї «Нової» великої башти припирає (ніби підтримує) друга башта — вища, кругла (не зовсім правильної форми); у XVI столітті вона мала назву «Денною». У цій башті була колись римо-католицька каплиця св. архангела Михаїла, що її будував кам'янецький староста Миколай Бжеський (Микола Бреський) 1575 року, про що свідчить напис на внутрішній стіні башти. Зверху над написом була ще одна кам'яна стела з гербом, але її було спеціально вийнято зі стіни. Той напис Пшездєцький прочитав так:
| Sacellum hoc consecratum est per reverendissimum Martinum Białobrzeski, Dei gratia episcopum Camenecensem et abbatet Genov. Quod reparavit generosus Nicolaus Brzeski de Brzescie terrarum Podoliae generalis capitaneas, ad laudem Dei Omnipotentis in titulum S. Michaelis Archangeli A. D 1575. |

Накриття на цій Денній башті, як і на Новій, немає. В західному боці замку (коло башти Денної) були 4 порохові льохи, оснащені міцними залізними дверима.

#### 6. Нова

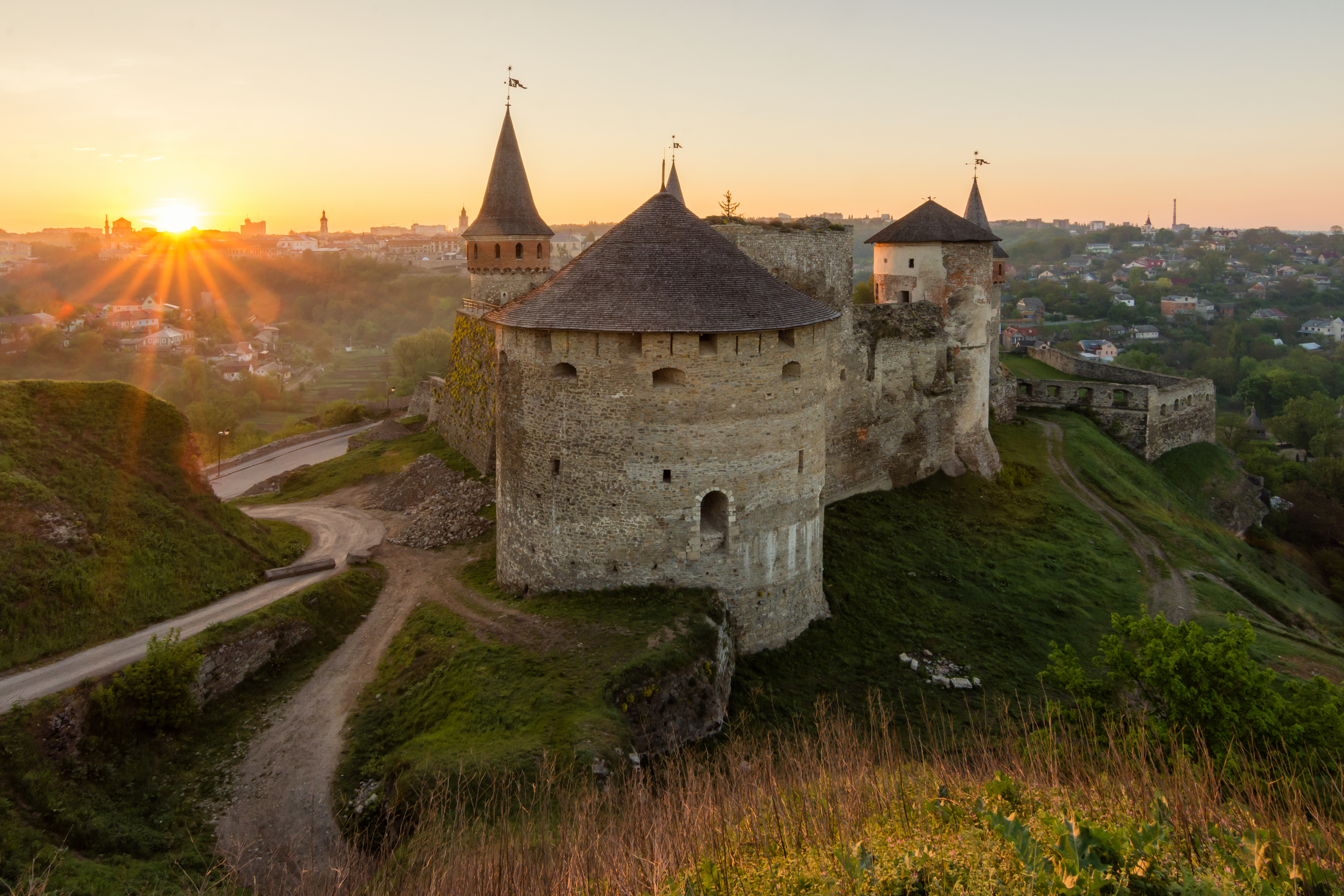
Нова Західна вежа

Далі на західному кінці замкових мурів стоїть велика башта, що помітно виступає з ліній стін півкругом. У ній є кілька амбразур на значній висоті, на самій горі, де мур попсувався, бо на башті немає покриття, видно стрільниці. В опису замку 1544 року цю башту названо Новою, побудовано її у 1542 році. Коли 1672 року замок обложили турки, вони зруйнували його вибухом пороху, як це зазначено на плані 1672 року. Турки відразу після здобуття замку заходилися відновлювати цю башту.

#### 7. Мала
Далі за круглою великою баштою Рожанкою лінія стін повертає на північний захід. Тут був довгий високий будинок. Зовнішня стіна того будинку завдовжки 45м. По середині тої стіни виступає мур півкружжям: тут була башта, що називалася, за описом 1544 року «Мала». Тепер цієї башти немає.
Далі від наріжної (Нової) башти в напрямку до міста стояли 2 башти: «Мала» і «Рожанська». Ці башти, також Ляцька й Нова, виходили до місцевості рівної, де не було ні скель, ні ярів, і через це коло тих башт були викопані широкі два рови для захисту цього боку замку від ворожих нападів. Коло Рожанської башти була брама (т. зв. Пільна) з мостом (певне з таким, що піднімався). Браму збудовано давно. Тоді, коли складався опис замку (1544 p.), архітект Іов Претфус будував нову браму; коло тієї нової брами стояла башта (т. зв. «Стара Рожанська»), дуже підупала; на ній не було жодної бійниці. Башту ту мали реставрувати, щоб вона захищала нову браму; у ній мав бути потайний хід до криниці. Далі за четвертою баштою була п'ята, що звалася «Нова», бо була збудована 1542 року. Ця башта стояла в західному куті замку й була з'єднана з другою баштою, що ніби підпирала її з боку замку і звалася Денною (пол. Denna wieza). Ті башти з'єднувалися коридором зі склепінням. На Денній башті на самій горі збудовано дерев'яну будку-сторожівню з 4-ма віконцями, — це була обсерваційна стійка, бо з цього пункту далеко було видно в бік Басарабії. Коли вороги підступали, ту будку легко було скинути. Також у баштах бійниці були закладені тонкими стінками, які можна було легко знищити, коли б треба було стріляти. (опис замку 1544 р.)

#### 8. Рожанка

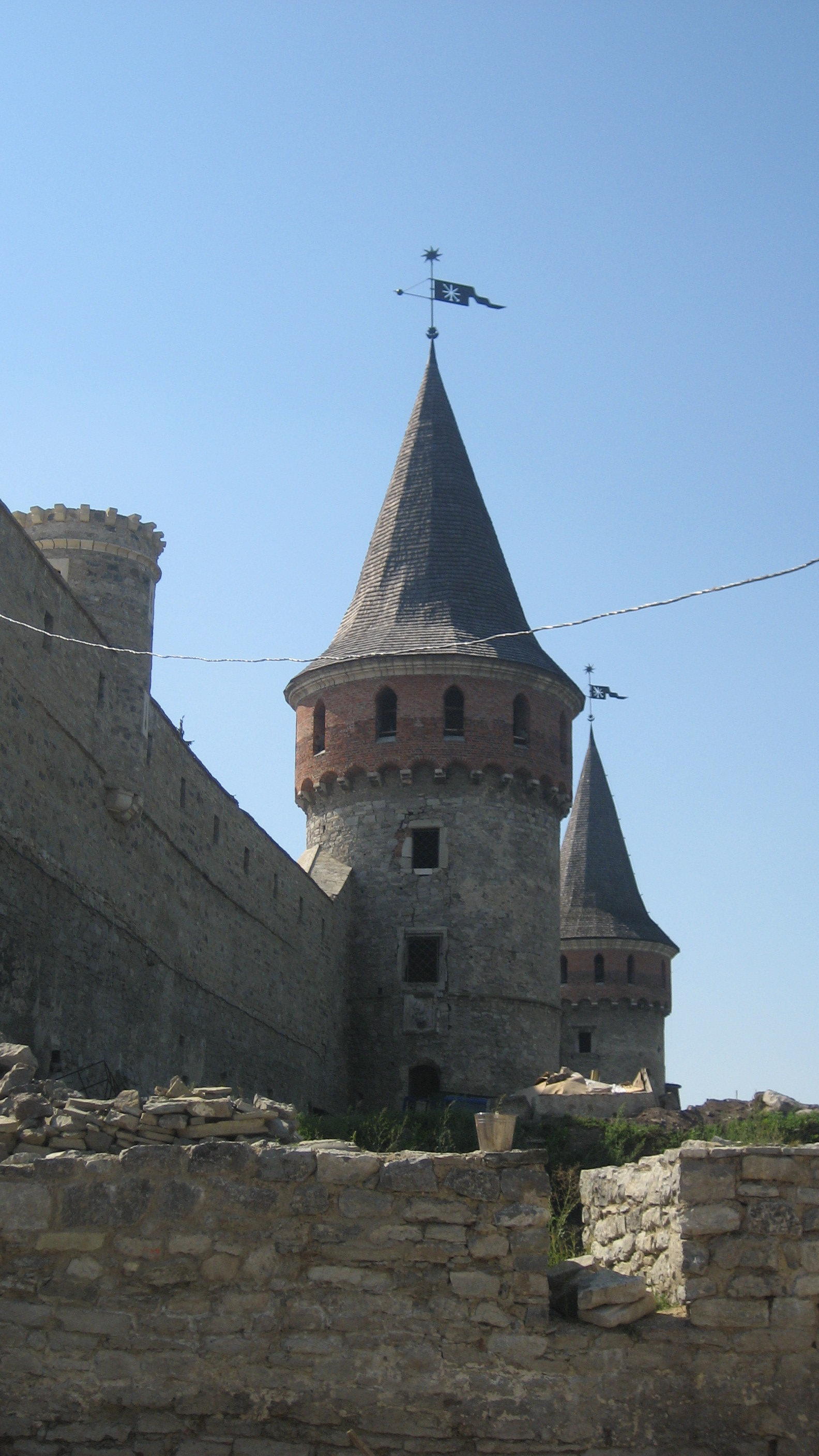
Лянцкоронська вежа

Рожанка башта на зовнішній вигляд подібна до Ляцкоронської: кругла, зі схожим верхом. З боку міста, зі сходу, над вікном, обробленим тесаним камінням, вставлено кам'яну таблицю з таким написом.
| TVRIS CRESLAI ЕРІ VLADISLAVI ENSIS HVIVS СА STRI FVNDATO RIS IMPENSSIS EST FINITA 1505 |

Цей напис дослідники кам'янецької старовини пояснювали так, що фундатором цієї башти був Креслав з Курозвенок — латинський біскуп Вроцлавський або Куявський (1503 p.). Опис 1544 року засвідчує, що цю башту збудували давно й називали її тоді «Рожанка». Може бути, що збудовано її коштом латинського єпископа Креслава наприкінці XV або на початку XVI століття і реставровано у 1707 році.

#### 9. Водна
Нижче від того місця, де була брама короля Станіслава Августа, стоїть коло річки башта, з'єднана з будуваннями колишньої брами. Збудовано її у XVI столітті і називалася вона «Водна». В ній колись було приладдя для подачі води з криниці чи з річки до замку.

#### 10. Третя башта
Третя башта значно менша стоїть ніби на стіні, на віддаленню від Ляцкоронської башти.

#### 11. Лянцкоронська
Башта кругла, велика, триповерхова, має конусоподібне цегляне накриття з широким, значно випнутим над стінами ґзимсом з арками, що спираються на кам'яні кронштейни. В деяких місцях цієї башти ще тримається старовинний тиньк. Під вікном другого поверху з східного боку башти вставлено кам'яну таблицю з гербом. В опису 1544 року ця башта називалася Ляцкоронською, або другою Ляцькою. Окрім башт, стін та льохів, у замку були різні житлові та господарчі будівлі (коло брами міської та башти Лянцкоронської) був дім, де жив староста; далі в напрямку до брами Пільної були лазня та стайня.
На цій вежі XIX століття були помітні залишки гербу, який мав в полі молоток, зверху біскупську шапку.

#### 12. Колодязь

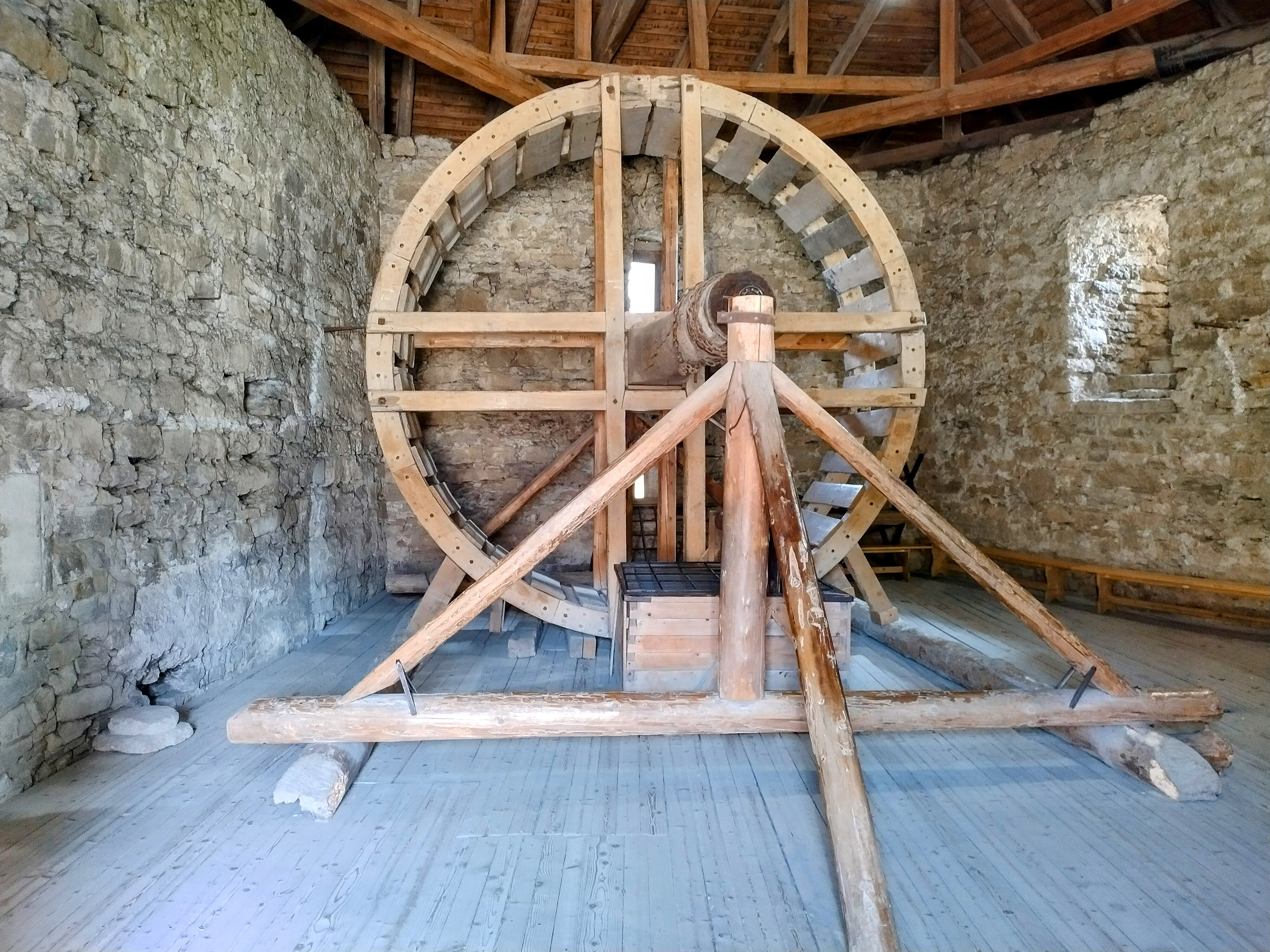
Криниця

Ця так звана вежа прикриває вирубаний в скалі колодязь, глибиною близько 50 аршинів і шириною 7,5 аршинів. На двох рівнях були влаштовані колеса, які приводили в рух людською силою. Перша башта праворуч від воріт замку значно виходить за лінію стін на розі. Вона п'ятибока, вкрита пірамідальним ґонтовим дахом. На цій башті з сходу на кам'яній таблиці вирізано такий напис:
| 1544. DEVS TIBI SOLI GLORIA. IOB PRAET. ARCHITECTOR |

З боку міста в замку по лінії замкових стін були, крім Рожанської башти, ще «Лянцкоронська» або «Друга Ляцька», проти неї над скелею башта «Водна», в кінці замку «Чорна» башта. При в'їзді до мосту, що з'єднував замок з містом, була також башта (розібрана російським урядом). В замкових баштах мало не всі двері, вікна та бійниці були облицьовані тесаним камінням(опис замку 1544 року).

### Брами замку
Сам замок мав дві Брами: Польну та Скальську на шляху до Скали (Подільської) і Міську (зі сторони міста).
Брама Станіслава Августа — Замкові ворота (Зруйнована російським урядом).

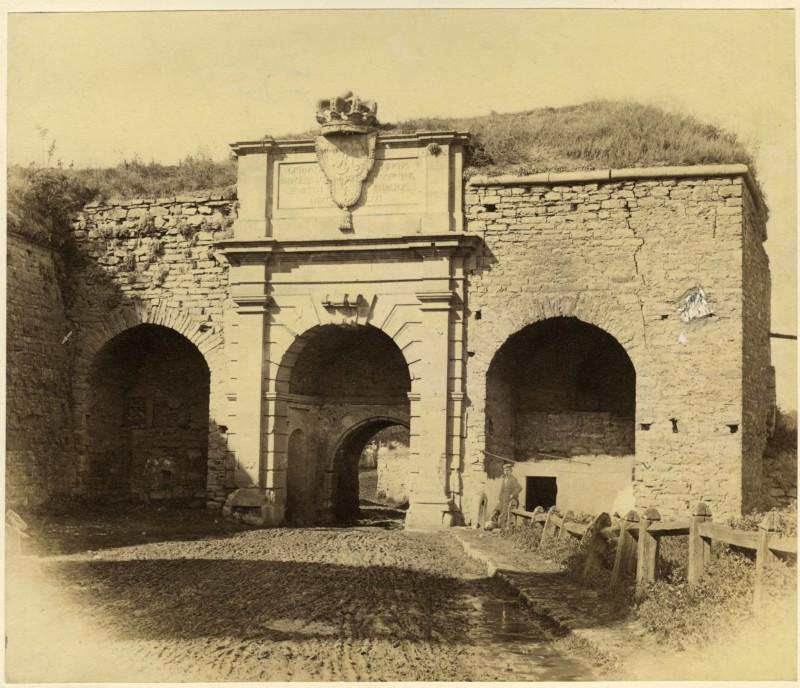
Брама Польна

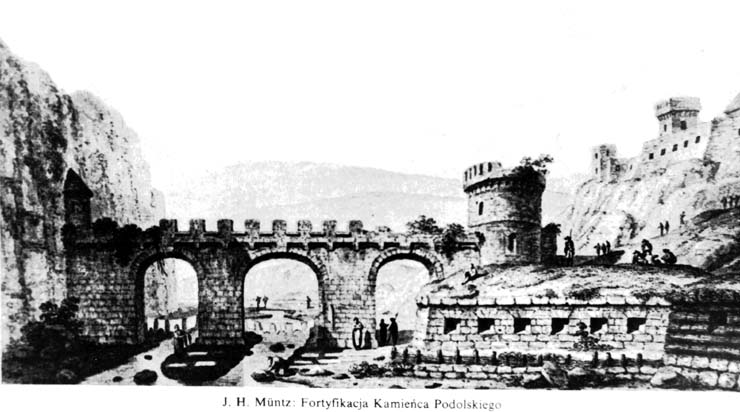
Замковий міст (1781)

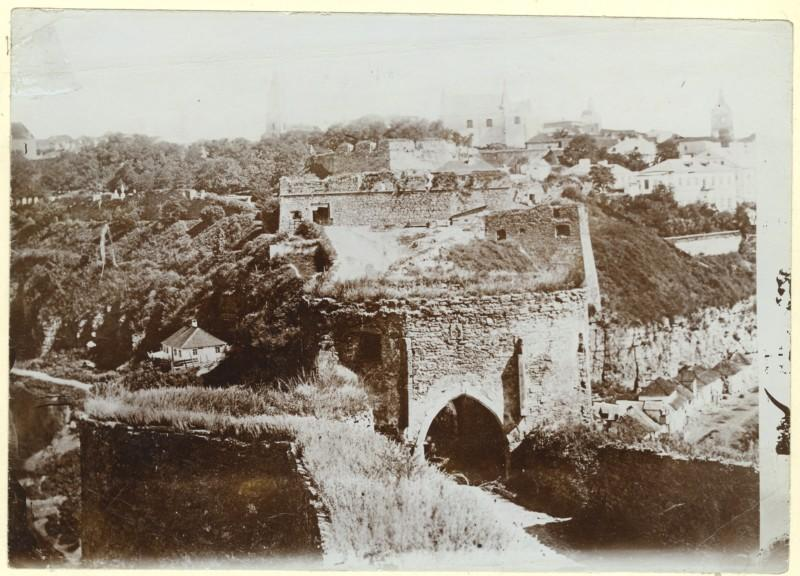
Брама замку

Проти Рожанки стояла поперек дороги мурована брама з трьома арками реставрована у 1771 році. На південному боці брами, з боку міста над середньою аркою було витесано з каменю королівську корону з шифром короля Станіслава Августа: S. A. R. P., а нижче був такий напис:
| OPTIMVS PRINCEPS IN PACE BELLO PROSPICIENS SECVRITATI PVBLICAE MDCCLXXI Мудрий господар серед миру забезпечує від війни громадський спокій, 1771 рік |

На другім боці брами був напис, а під ним вирізано:
| FELIX REGNVM QVOD TEMPORE PACIS TRACTAT BELLA Щаслива держава, яка в часи миру готується до війни. |

Браму Станіслава Августа знищено у 1876 році для вигіднішого проїзду. Ці ворота були з'єднані з Водною баштою.
Трохи далі в напрямку Нового замку, була брама чи ворота і в давні часи, у XV–XVI століттях; називалася та брама Польною, бо стояла вона з боку замку від поля, а також Скальською, бо стояла з боку замку Скальського (м. Скала на Збручі).

### Новий замок
Далі за старим мурованим замком у північно-західному напрямку підносяться високі вали земляного т. зв. Нового замку, збудованого на початку XVII століття Цей земляний замок, як вже було завважено, має форму приблизно трапеції, якої широкий бік лежить на північному заході, а вужчий бік припирає до старого замку. Вали, що йдуть по контуру замку, подвійні і між ними йдуть широкі та глибокі рови, обкладені по боках тесаним камінням. Під валами були порохові льохи та каземати, або приміщення для людей і складів запасів. Вали й рови тепер де-не-де попсовані. Ці будування зроблено під доглядом інженера Теофіла Шемберга.

### Святині Замку
В замку були: Покровська церква (заснована Коріатовичами), Костел Св. Станіслава, Каплиця Св. Михаїла (в Денній башті 1575 р.), Лютеранська каплиця

### Замковий міст
Замок в той час з'єднувався з містом вузькою смугою чи хребтом, що посередині знижувався, де й був міст. Міст, що з'єднує замок з містом, намальовано на плані 1691 та 1672 років з 3-ма високими арками. Ймовірно, за російського уряду був повністю «зашитий».

## Міські укріплення

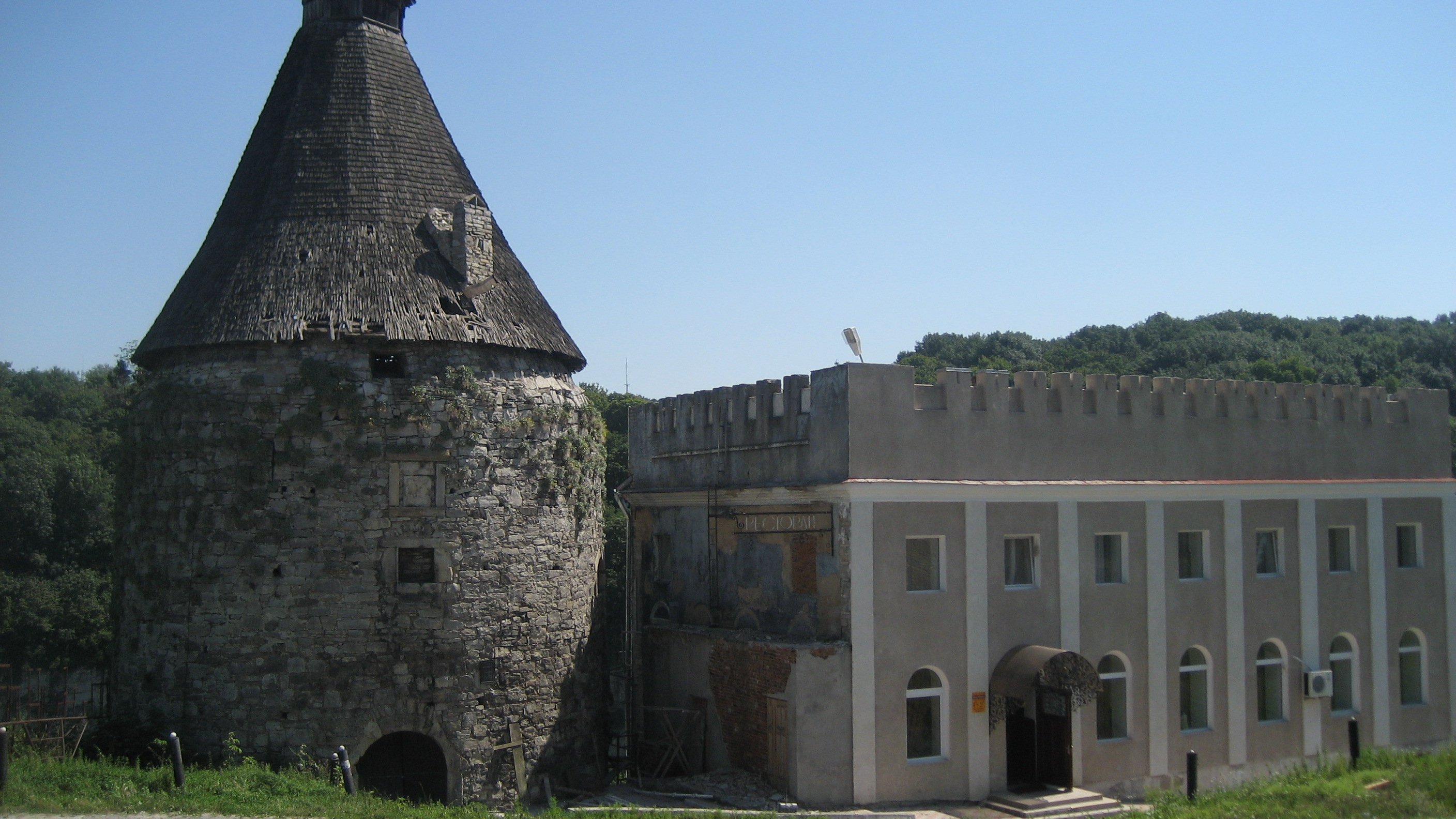
Гончарна вежа

Місто, як вже було зауважено, являло собою теж фортецю, обведену сторчовими скелями та зміцнену мурами там, де треба було забезпечити слабші місця. По різних місцях на краях міста над скелями стояли башти. З них тепер лишилося 4: одна на західному боці міста і три на східному, з яких одна велика стоїть над скелею біля великої синагоги. Всі круглі башти мали загострені кам'яні верхи з кам'яними кронштейнами.

### Башта Гончарна
вул. Вали
Башта Гончарна знаходиться в південно-східній частині міста на високому скелястому березі р. Смотрич. Вона була споруджена в 1583 році на кошти цеху гончарів. Із зовнішньої сторони башта мала п'ять ярусів, а зі сторони міста — три, діаметром 13 м. До кінця XIX століття на ній був гостроверхий кам'яний дах з зубцями. Споруджуючи її, використали найновітніше на той час досягнення західноєвропейського фортифікаційного мистецтва — влаштування парапету зі зрізом. Верхні її бійниці були пристосовані для артилерії, а нижні — для ручної зброї: мушкетної та пістольної. В 1699 році проводилася реконструкція башти. В 1960–1961 роках вона була реставрована. Одночасно проводилася перебудова чотириповерхової споруди, що стоїть поруч з баштою. Тепер тут ресторан «Стара фортеця».

### Башта Різницька
вул. Вали
Башта Різницька знаходиться в південно-східній частині міста на високому скелястому березі р. Смотрич. Вона невелика, прямокутна. Зі сторони міста башта мала два яруси, а з зовнішньої сторони три яруси. Назву отримала від цеху ремісників. Наприкінці XVII століття в башті були зруйновані перекриття і дах. Наприкінці XVIII почав руйнуватися верхній поверх. Наприкінці XVIII від башти залишився тільки перший поверх, який російська влада засипала. Руїни башти видно зі сторони яру.

### Кравецька башта
вул. Вали
Кравецька башта знаходиться в південно-східній частині міста між Гончарською та Різницькою. В кін. XVIII її називали Слюсарною, а з 50-х XX століття — Різницькою. Башта кругла, діаметром 11 м. Стоїть на квадратній платформі, яку видно тільки зі сторони яру. Загальна висота трьох ярусів 12,5 м. Товщина стін на рівну другого ярусу 1,7 м. В першому ярусі розташовані 4 бійниці, на другому — 7, на третьому — 3. У південно-західній стіні розташована поярусно опалювальна система. Перекриття не збереглося. З півдня та півночі біля башти знаходяться залишки міських оборонних мурів.
Окрім того, були окремі фортифікації при в'їздах до міста. Таких в'їздів було три:
- один з боку замку — Замкова брама з XIX століття.
- на північному боці міста — Ляська брама.
- на південному боці міста, де острів, на якому стоїть місто, мав похилість і де можна виїхати на нього — Руська брама.

### Три Брами міста
Місто мало три брами: Ляську (Польську) з Вітряними воротами, Руську, Замкову з Красними воротами зі сторони замку

#### Замкова брама
Замкова брама складалася з Міських воріт та Красних воріт (кругла башта на мості зі сторони замку), Тріумфальних воріт (Брама Станіслава Августа). В'їзд з боку замку був забезпечений самим замком, але при в'їзді до міста було ще над скелями виведено мур з баштою, через який треба було проїжджати, як вже сказано.
Красні ворота
Зі сторони міста стіна була пофарбована в червоний колір. Ці ворота мали залізну решітку, яка опускалася зверху. Ворота також були пофарбовані в червоний колір. За Красними воротами дорога розходилася: ліва дорога вела до замку, а права до Замкових воріт (Брама Станіслава Августа), які могли би називатися Тріумфальними воротами. За замковими воротами дорога знову ділилася на дві частини: одна вела в передові укріплення між високими земляними валами обкладеними тесаним камінням, а інша на Підзамче.
Міські ворота
Міські ворота становили чотирикутний бастіон з бійницями на всі сторони. Навпроти самого мосту та в'їзду до міста стояв бастіон, або велика й ширша башта. Цей бастіон притулявся до верхньої площі гори, де стоїть місто; побудувала його кам'янецька вірменська громада, як це зазначено в напису на плані 1684 року. Коли Кам'янецьку фортецю було скасовано, то той бастіон засипали землею і зробили з нього терасу так званого Старого бульвару. Проти мосту з боку міста накреслено 1684 п'ятикутний бастіон, що про нього в експлікації сказано: "насип для військових машин (гармат), що збудувала вірменська нація з тесаного каменя".

#### Ляська брама

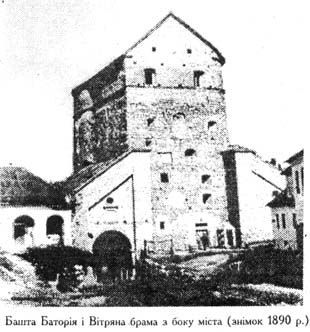
Башта Баторія та Вітряна брама з боку міста (1890)

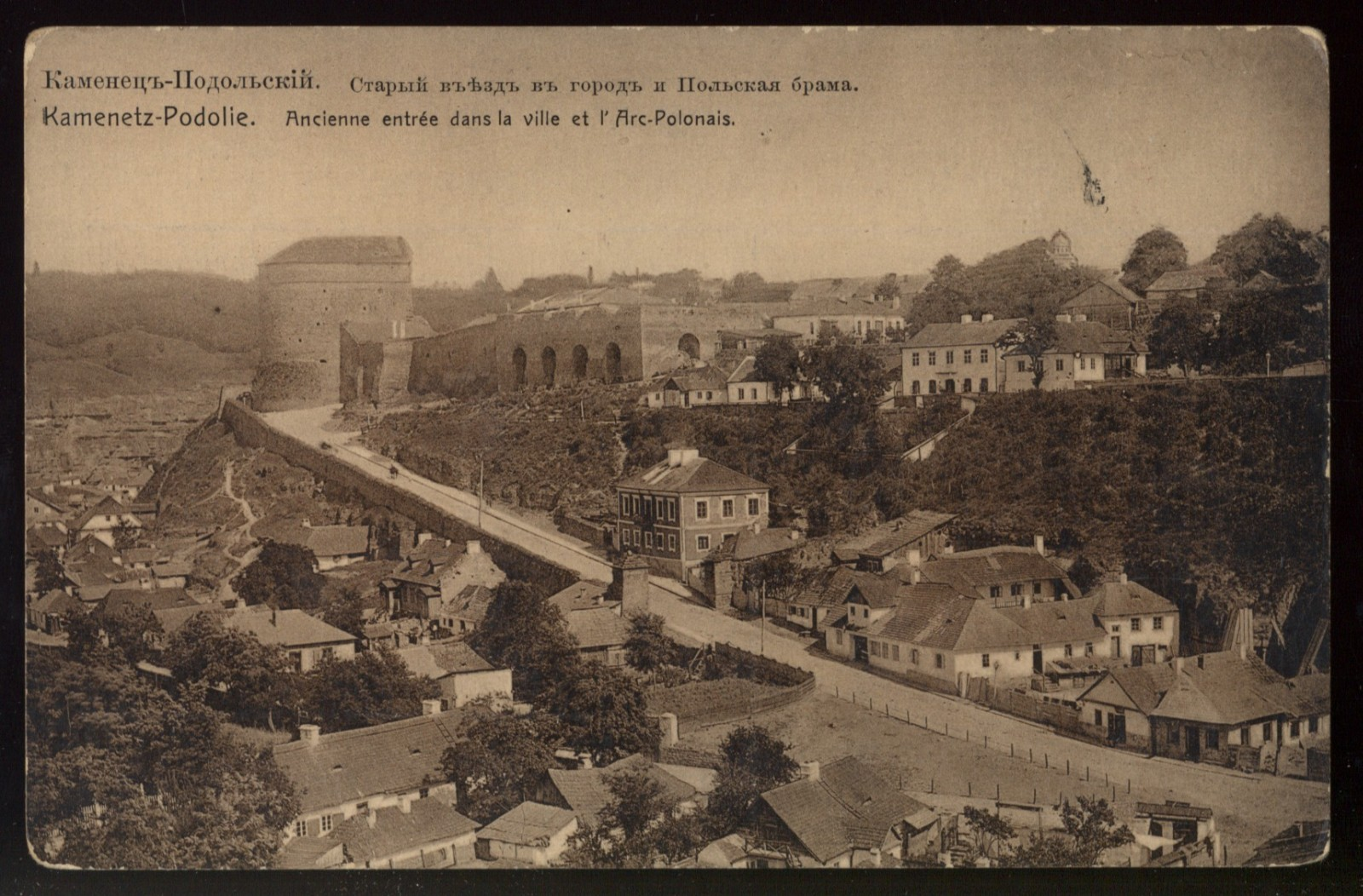
Комплекс Польської брами. Верхні ворота Польської брами. Старий в'їзд в місто

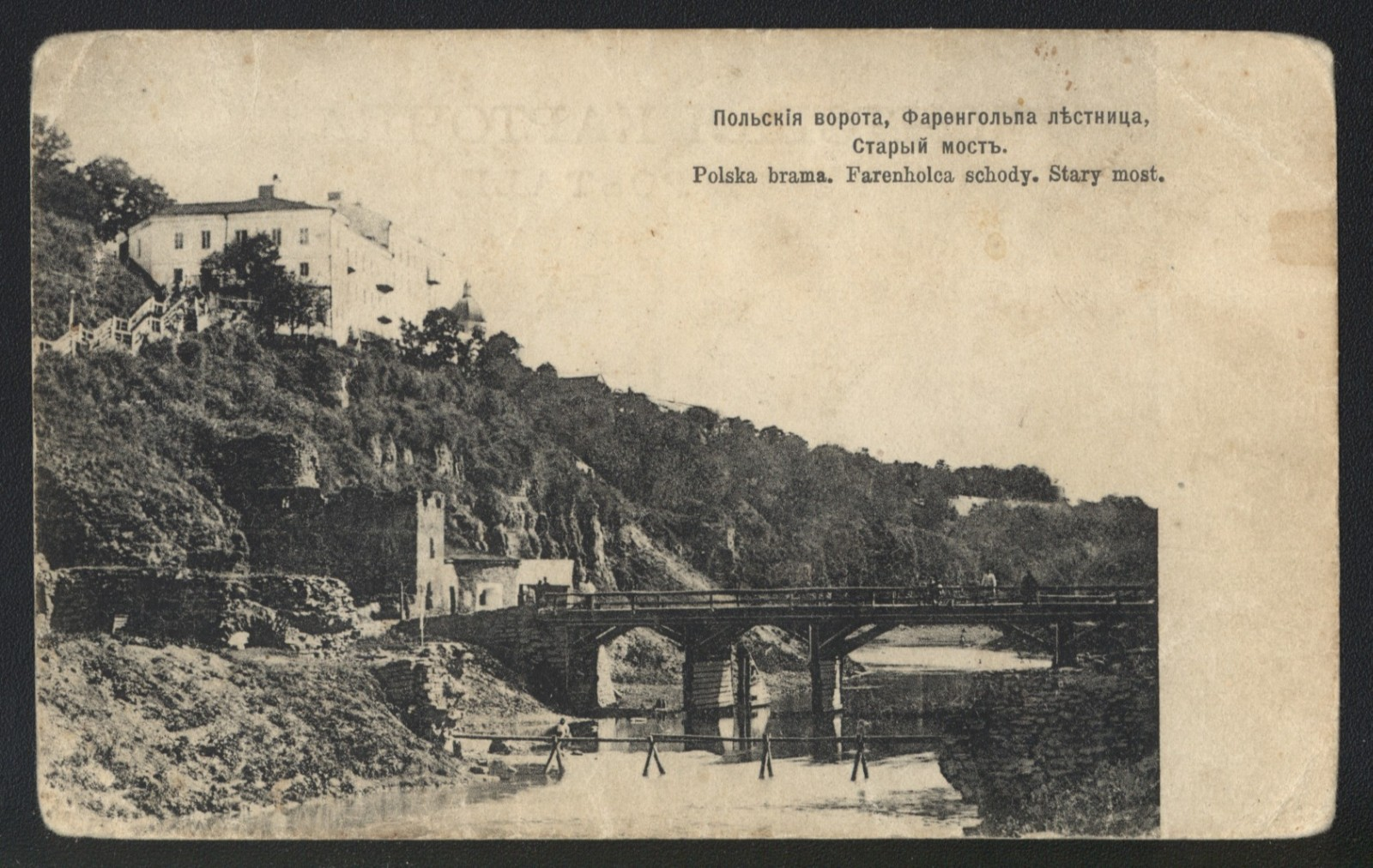
Нижні ворота Польської брами. Аркадний міст

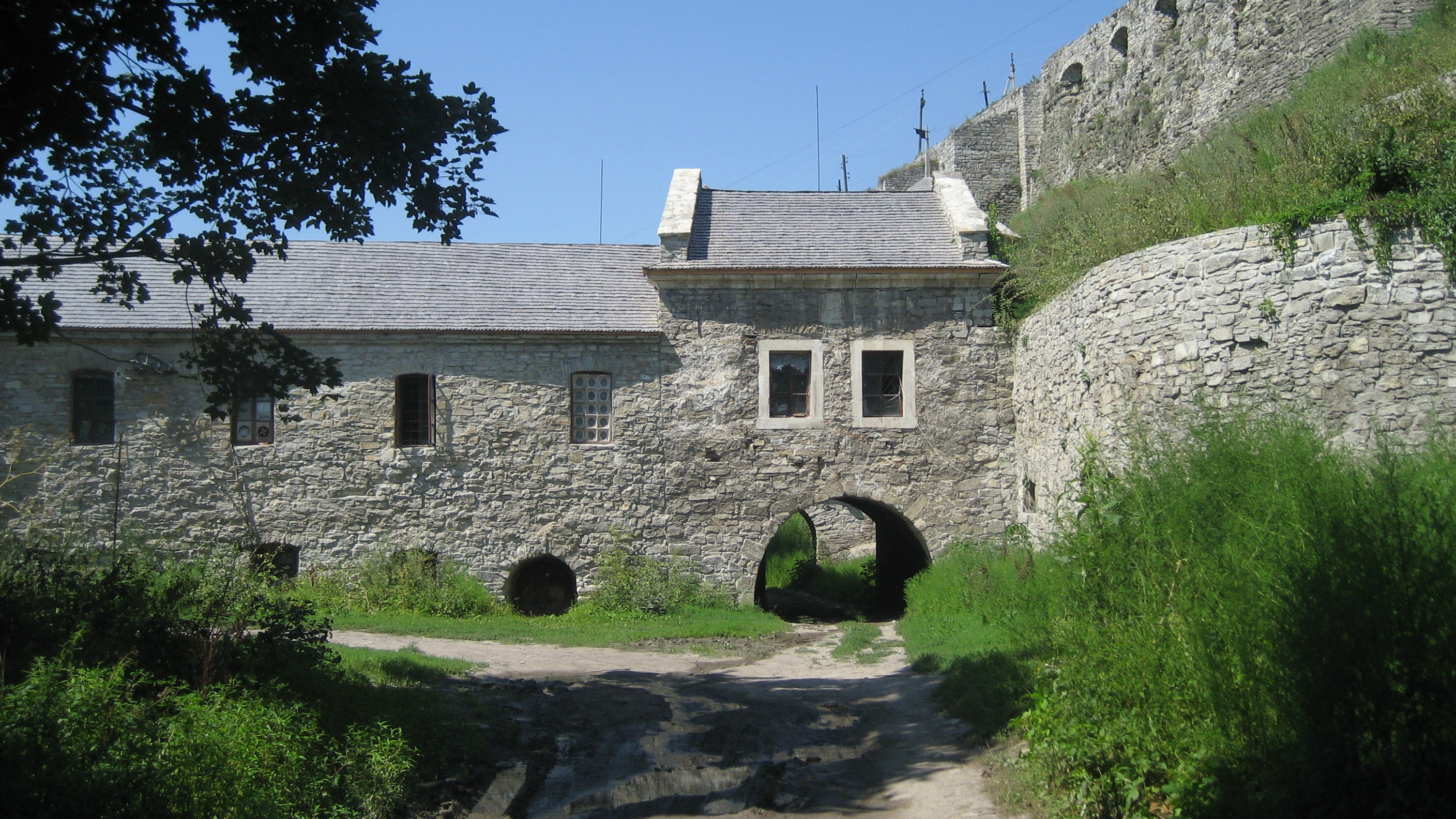
В'їзд в Руську браму

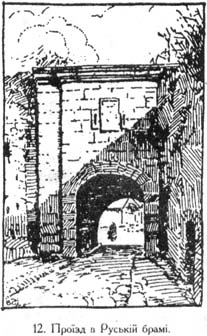
Проїзд в Руській брамі

Комплекс Польської брами складався з: Нижньої брами (п'ять башт і аркадний міст біля річки Смотрич), Середньої брами, Верхньої брами (Вежа Баторія, Вітряні ворота). Від Нижніх до Верхніх воріт йшов мур.
1. Нижня брама
Внизу переїзд через річку захищали п'ять башт, що стояли коло річки: три на правому березі, з боку міста, і дві на другому боці річки. На плані Кам'янця 1672 р. видно, що в Лядській брамі через річку був збудований на мурованих арках якийсь ніби коридор для переходу — шлюзова система. Через р. Смотрич йшов аркадний міст, на якому був змурований перехід зі стрільницями, що мав ще одну башту.
Під Нижньою брамою сиділи в минулі часи лірники та оспівували славні часи на Поділлі.
2. Середні ворота Польської брами.
Від цих воріт збереглися два стовпи, на них були гербові таблиці. На одній був герб з сонцем і латинський напис:
| PAL. — POC та літери А. О.І |

на іншій плиті двоголовий орел і дата 1832. Ці стовпи стояли на місці Середніх воріт та були зруйновані російською владою, гербова плита з сонцем була витягнута з воріт, та на ній стерли напис, як такий, що не відповідав духу російської влади.
3. Верхня брама
Кам'янецький староста Матвій Влодек (пом. 1570) за часів короля Сигізмунда II Августа збудував оборону вежу міста, яку пізніше назвали: Баторія (1585). Вітряна брама була основним в'їздом в місто.
Польська Брама була поєднана з Вежею Баторія (Королівською). Складалася брама з будинку, в якому був в'їзд до міста. Будинок мав три башти: одна на міській стіні, одна посередині для в'їзду й інша — біля річки. В Ляській брамі була каплиця, в якій був образ св. Анни. Російський уряд за часів губернатора Горохольського наказав підірвати бастіон на якому стояла Вежа Баторія і розібрати Ляську Браму.
Від нижніх башт дорога йшла на гору узбіччям під захистом муру, що був з боку провалля, а на верху гори треба проїздити через ворота, так звану Вітряну браму. Біля тих воріт стоїть величезна башта Баторіева, або «Семиетажна». Над Вітряною брамою з боку міста прибито таблицю з таким написом:
| A.D. 1585 PER STERH. BATORY R. P. CONDITYM STANISLAO AVGVSTO REGNANTE POLONIS RESTAVRATVM ET AVCTVM A. D. 1785. |

На чавунній дошці повернутій до кармелітської вулиці був такий напис на латині:
| Sub avspicio Serenissini as Potentissimi Principis Augusti III Regis Poloniae Magniq: Ducis Lithuaniae Ac Principis Haereditarii Saxonlae Electoris illustrissimus Dominus Losephus A Potok Potockl Casteianus Cracoviensis Supremus Exercitium Regnl Dux Hoc opus incerpit erigere Postquam Desiit vivere Filius iIlustrisim, Dns: Stanisia A Potok Potockl Palatinus et Generalis Terrarum Kioviae Tam ductus Gloriae Parentis sul Quam Amore Patriae Hoc opus finivit. Per C.DahIke Goloneilum cor. Artil. Regni et Prim: Praefect: Archit; Militaris. Anon Domini MDCCLIII. |

#### Руська брама
Брама Руська, оберігала в'їзд до міста. В 1717 р. реставровано Руську браму.
1. Нижня брама
Нижня брама мала чотири вежі поєднані між собою будинком зі стрільницями. Дві башти були біля скали, одна біля річки Смотрич і навпроти через річку ще одна башта. На Руській брамі було дві кам'яні таблиці з гербами: Св. Георгій і інший, не зовсім чіткий (можливо вовк). З південного боку міста був третій в'їзд — так звана Руська брама. Ця брама коло річки внизу була збудована у XVI столітті і складалася з чотирьох башт, що з'єднувалися стінами та фортифікаційними будинками. Проїзд ішов через башту і закривався дерев'яною лядою, що спускалася зверху башти. Руські ворота за потребою закривалися дубовою дерев'яною решіткою, яка опускалась за допомогою блоків з простінків другого поверху башти. Механізм цей існував до кін. XX століття. Ця ляда була ще недавно (до 1922 року) але тепер її немає. Коло проїзду на стіні будинку з боку міста була кам'яна таблиця з таким написом рельєфними літерами:
| НЕС PORTA REGIE MAIE STATIS IMPEN SIS IN VIGILIA TRIVM REGVM ERECTA 1717. Ці ворота реставровано королівським коштом напередодні трьох королів (Водохреща) 1717 року. |

Коло тої таблиці було вмуровано 2 кам'яні таблиці з рельєфними гербами: на одній св. Юрій на коні який перемагає Змія (герб міського магістрату), а на другій ніби герб «Задора». Ці три таблиці тепер зберігаються в Кам'янецькому Історично-Археологічному музеєві.
В іншому місці брами на таблиці вибито герб Польщі — одноголовий орел і напис: A. D. 1770.
3 На башті, що стоїть над самою річкою, є напис, але його важко прочитати, тільки можна помітити 1527.
2. Верхня брама
Верхні ворота Руської брами. На горі, куди йшла дорога від Руської брами до міста, були ворота в стіні, як видно з плану 1684 року, але ворота й стіна не збереглися до наших часів. Ці ворота певне знищено, коли у XVIII столітті будували великі будинки для військових казарм («кошари»), де потім містився військовий шпиталь.
3. Від Руської Брами йшла вулиця оточена по боках мурами зі стрільницями до міста. Брама була між стінами. На даний час непогано збережена.
Над Руською брамою на скелі стоять руїни чотирикутного бастіону, що охороняв ту браму. Від того бастіону понад скелею йдуть міські стіни — з одного боку до в'їзних воріт та Турецького мосту, з другого боку — до «кошар».
В половині XVIII століття деякі фортифікаційні роботи провадилися під керівництвом інженера Дальке. У 1761—1762 роках значні поправки замкових і міських оборонних будинків робилися під доглядом Стефана Маковецького (будування стіни коло Баторієвої башти та стін у замку). У 1765 році король Станіслав Август пожертвував із своїх коштів чималу суму на ремонт Кам'янецьких фортифікацій, про що на пам'ять було вибито навіть медаль.
За часів російської влади зруйновано: Верхню, Нижню i Середню Польську браму, Скальські та Польні ворота, Браму Станіслава Августа, Червоні ворота, Міські ворота. Кам'янецьку фортецю скасовано у 1812 році.

## Основні історичні події

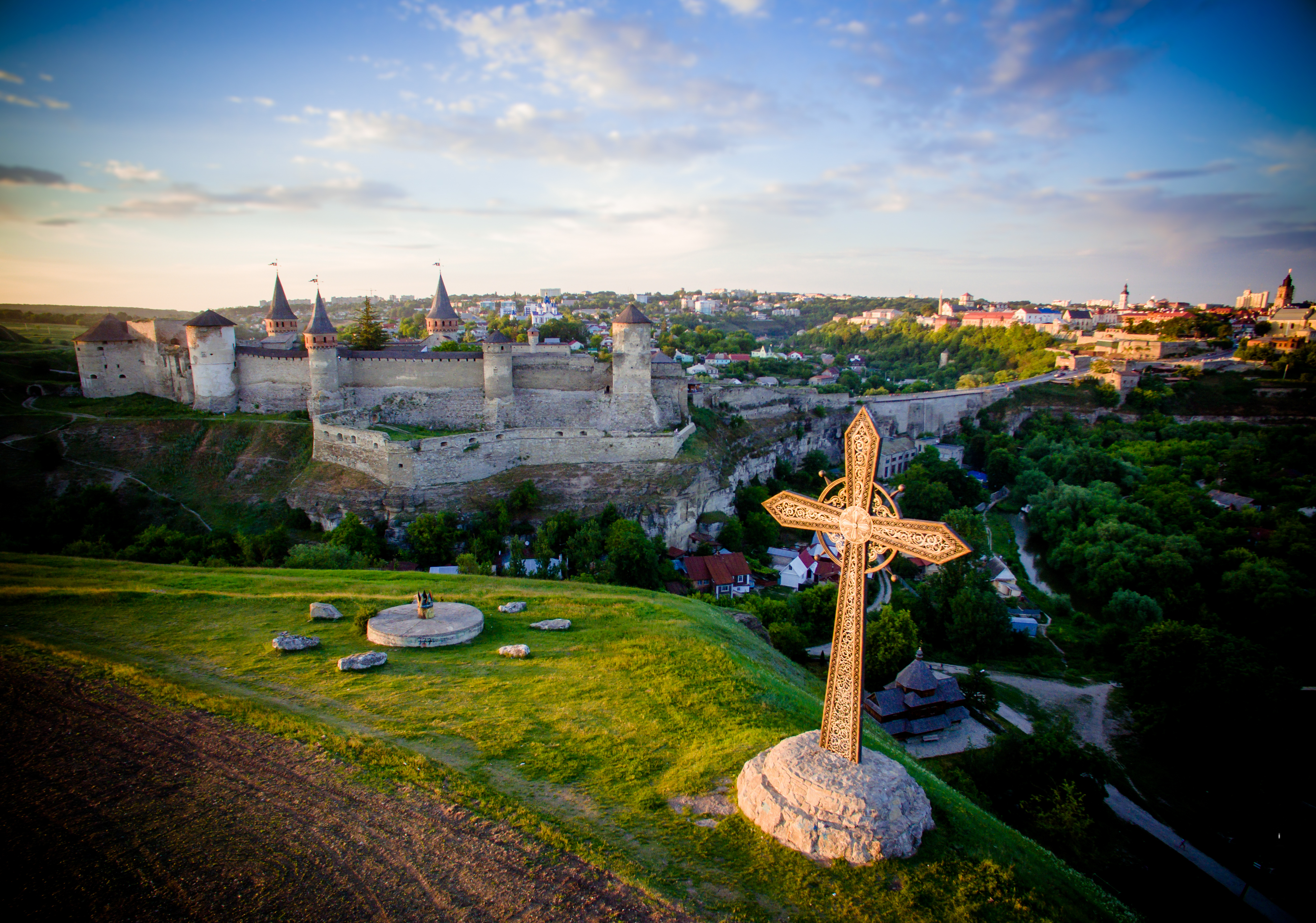
Вигляд з південної сторони. На передньому плані скульптура «Сім культур»

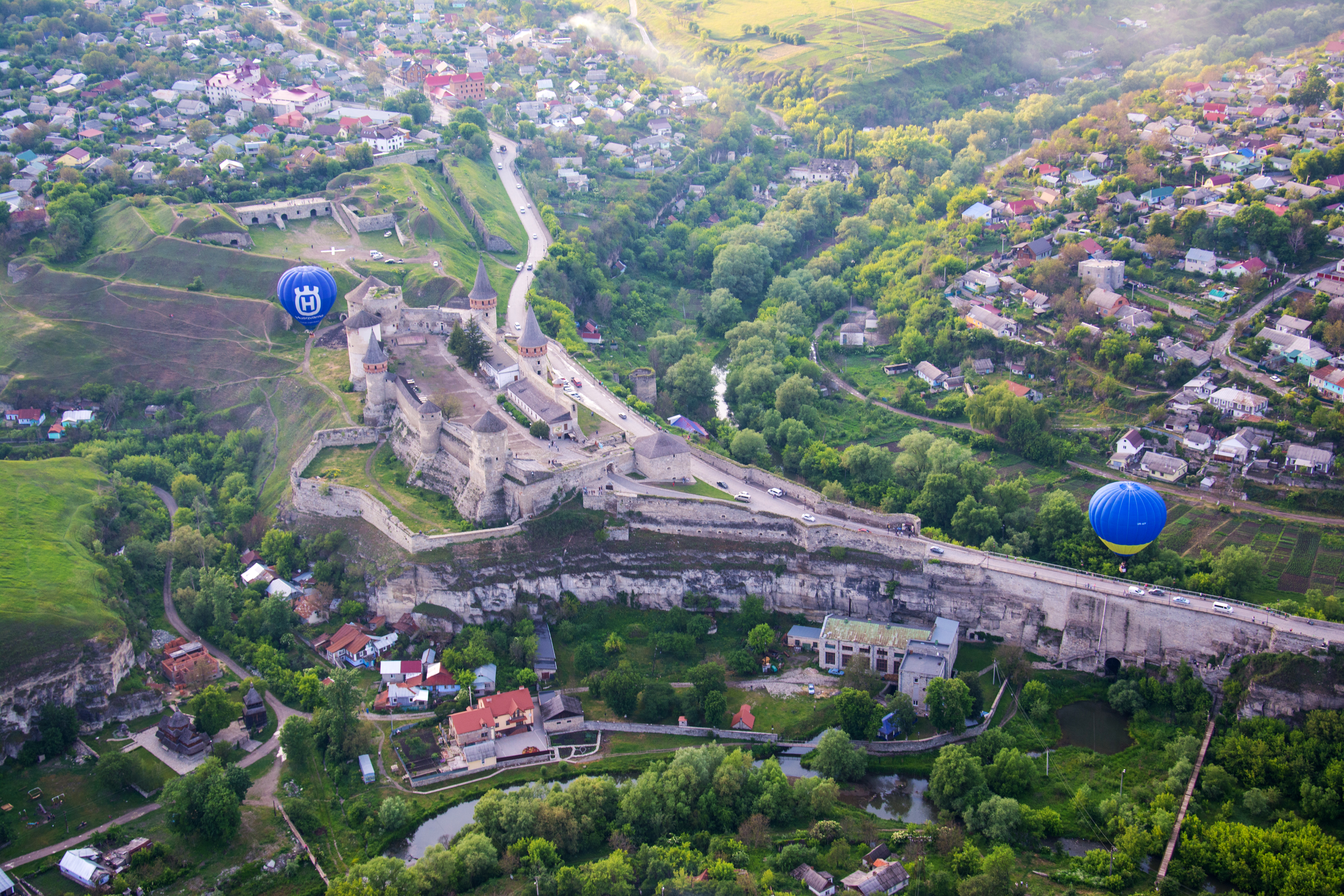
Кам'янець-Подільська фортеця вид з повітряної кулі

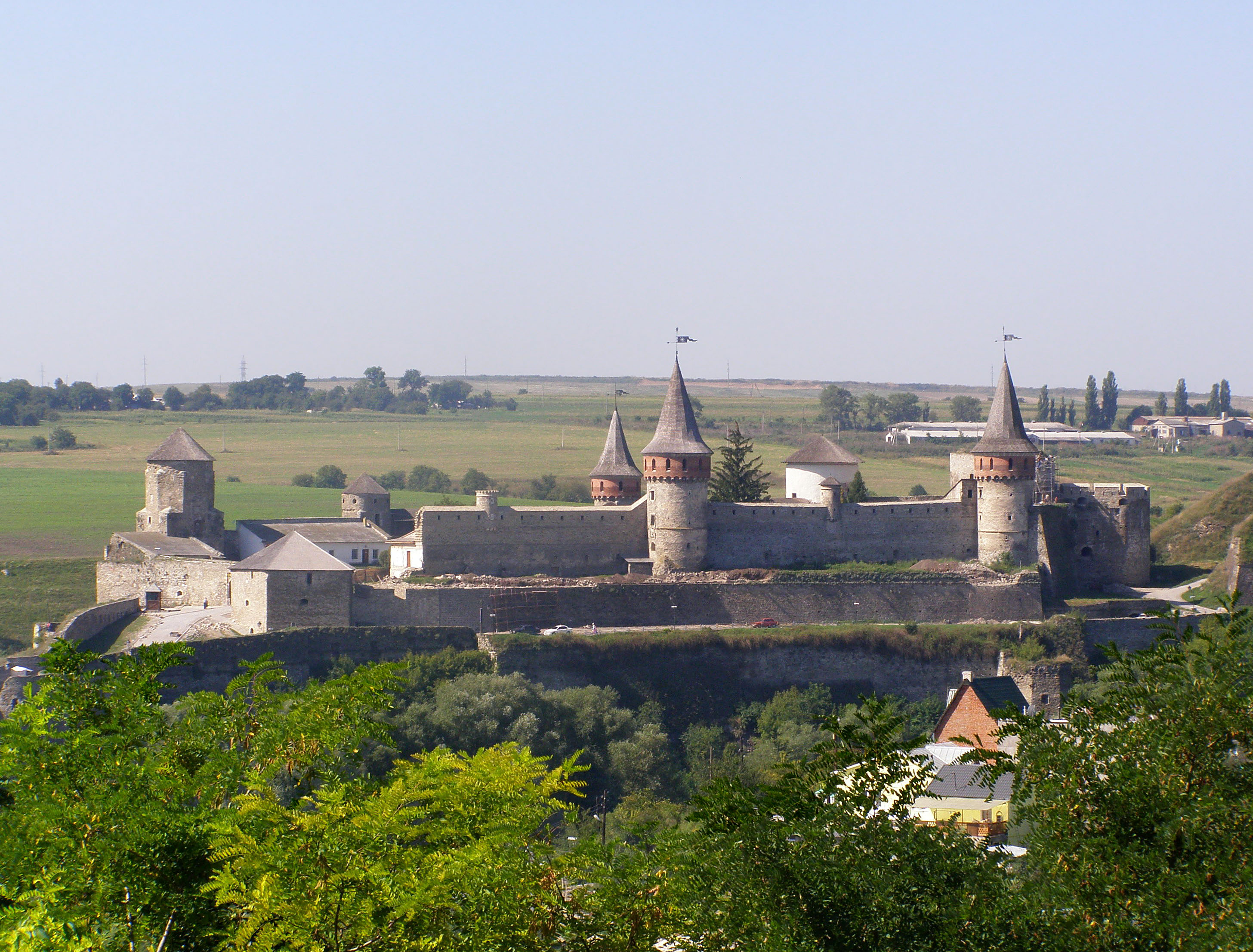
Крайня права - Нова (Велика) вежа

За деякими теоріями дакське місто — Клепідава.
У XII столітті входив до складу Галицького князівства.
У 1196 році Мстислав Мстиславович (син Мстислава Хороброго) і Володимир Галицький воювали з волинським князем Ростиславом Мстиславовичем взяли в полон багато людей в околицях Кам'янця.
у 1199 році Кам'янець був взятий в облогу союзниками половецького хана Котяна: чернігівського, сіверського, пінського i турівського і угорського королевича Андріяна. Згодом вони відступили від міста.
1220 року Кам'янець належав Данилу Романовичу.
1374 рік — перша письмова згадка про фортецю. Замок разом з обнесеним мурами та баштами містом отримав Магдебурзьке право за часу його засновника Юрія Коріатовича, що був незабаром отруєний молдавськими боярами в своїй столиці Сучаві.
Фортеця в усі часи була неприступною.
1393 року Вітовт взяв фортецю, тільки завдяки суперечкам серед кам'янецької залоги.
Влітку 1502 року в замку перебував львівський та генеральний Руський староста Станіслав Ходецький, який докладав зусиль для його зміцнення, забезпечення озброєнням, амуніцією. 1509 року фортеця витримала облогу військ молдавського господаря Богдана III Сліпого; одним з командувачів був Станіслав Ходецький.
1621 року замок був в облозі Султаном Османом.
18 серпня 1672 року турки в кількості 300 000 під доводом Великого Візира взяли Кам'янець в облогу.
29 серпня 1672 року за невідомих обставин була висаджена в повітря Нова Башта замку. Замок за невідомих обставин капітулював, комендант фортеці Геклінг, як протест тому, що сталося висадив себе в повітря разом з 800 ін., серед них був і Володийовський. Після цього було розпочато суд у справі здачі фортеці туркам, який невідомо чим закінчився. Разом з турками був i Дорошенко з козаками. Король Ян Казимир після отримання цієї прикрої новини помер у Франції. Турки вивезли з міста цінних речей на 100 возах до Істамбула. В тому числі архіви міста, які пізніше вдалося відкупити та відправити у Львів, де вони до сьогодні перебувають. В місті були закриті всі церкви та костели, головні з них обернені на мечеті.
15 травня 1699 року розорене місто з замком було повернуто.
1812 року за указом російського уряду фортеця була проголошена тюрмою і ніхто більше не дбав про її збереження.
1840 року царським урядом був введений податок в Подільській губернії, за рахунок якого замок мав бути перебудований під в'язницю.
1876 року царським урядом знищено Браму для вигіднішого проїзду.
1 серпня 2011 року обвалилася частина Нової (Великої) вежі — найбільшої башти Кам'янецької фортеці.
Нову вежу у 1544 році до зовнішнього боку Старого замку добудував український військовий інженер і будівничий Йов Претвич. Була зруйнована 1672 року під час турецької облоги і реставрована швидкими темпами турками.
Зазнавши протягом століть різноетнічних впливів, серед яких особливо сильним і тривалим був польський, місто на початку XX століття стало одним із центрів українського культурного відродження. 1906 року тут постало перше в краї подільське українське товариство «Просвіта». У 1919-1920 роках Кам'янцю судилося стати на деякий час столицею Української Народної Республіки — тут перебував уряд УНР та дислокувалися її військові сили.
Відомий нині далеко за межами країни історико-архітектурний заповідник «Кам'янець» було створено у травні 1977 року. Статус національного йому надано 1998 року Указом Президента України. 1999 року тут прийнято розраховану на 11 років Перспективну програму консерваційних і реставраційних робіт комплексу Старого і Нового замків. Завершено підготовку матеріалів для остаточного включення Кам'янця до Списку Всесвітньої спадщини, що сприятиме його збереженню та перетворенню на один із найбільших в Україні центрів міжнародного туризму.

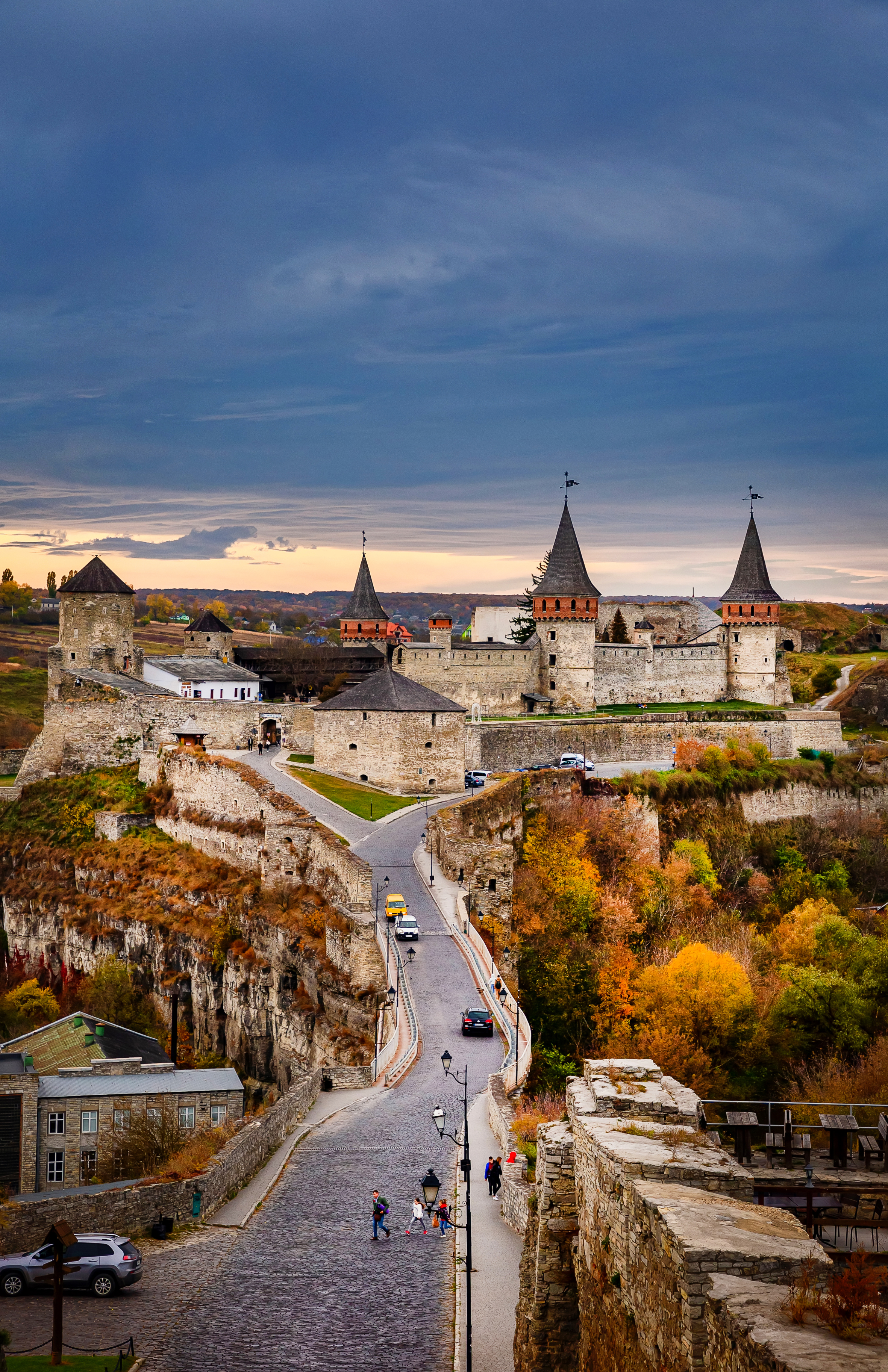
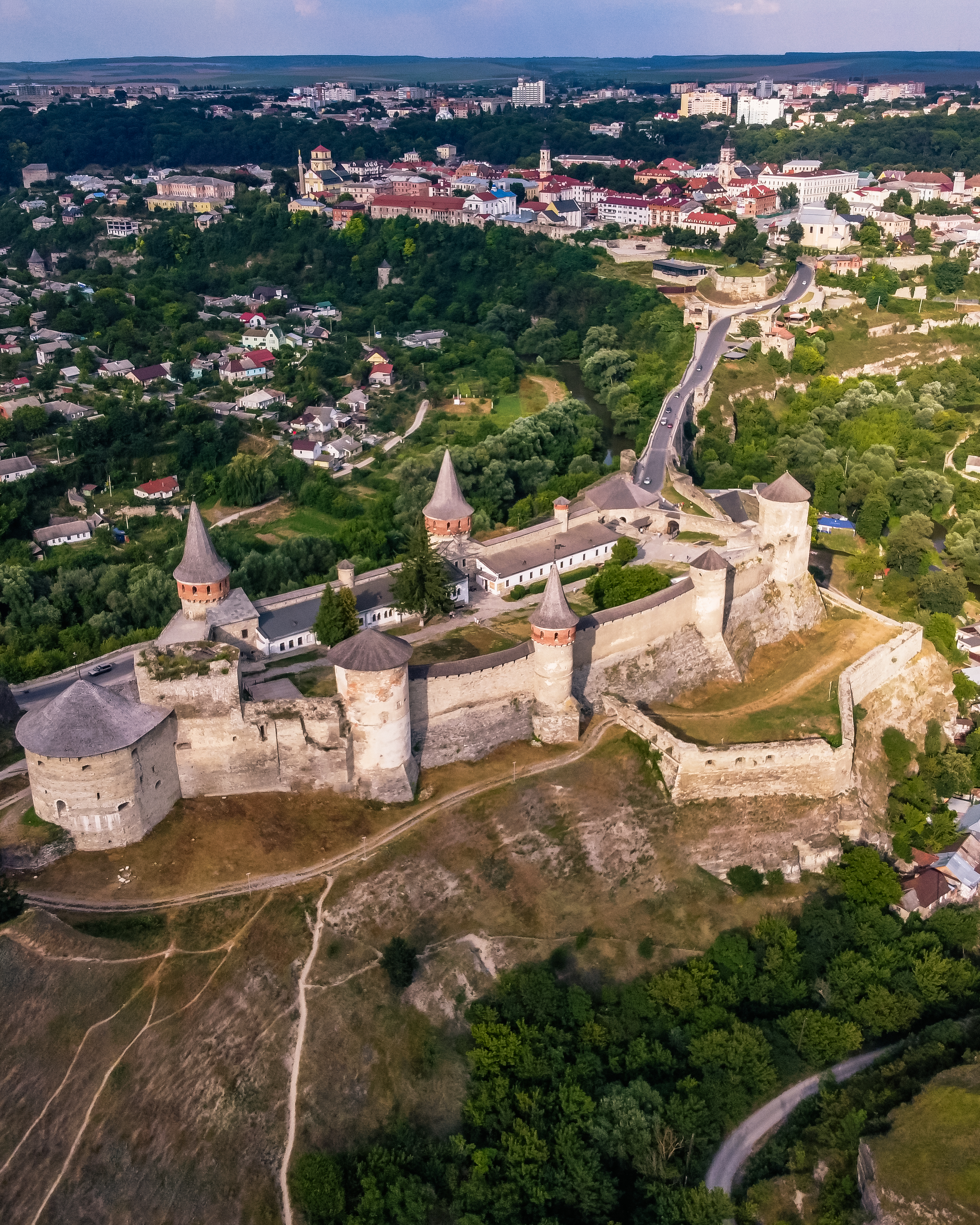
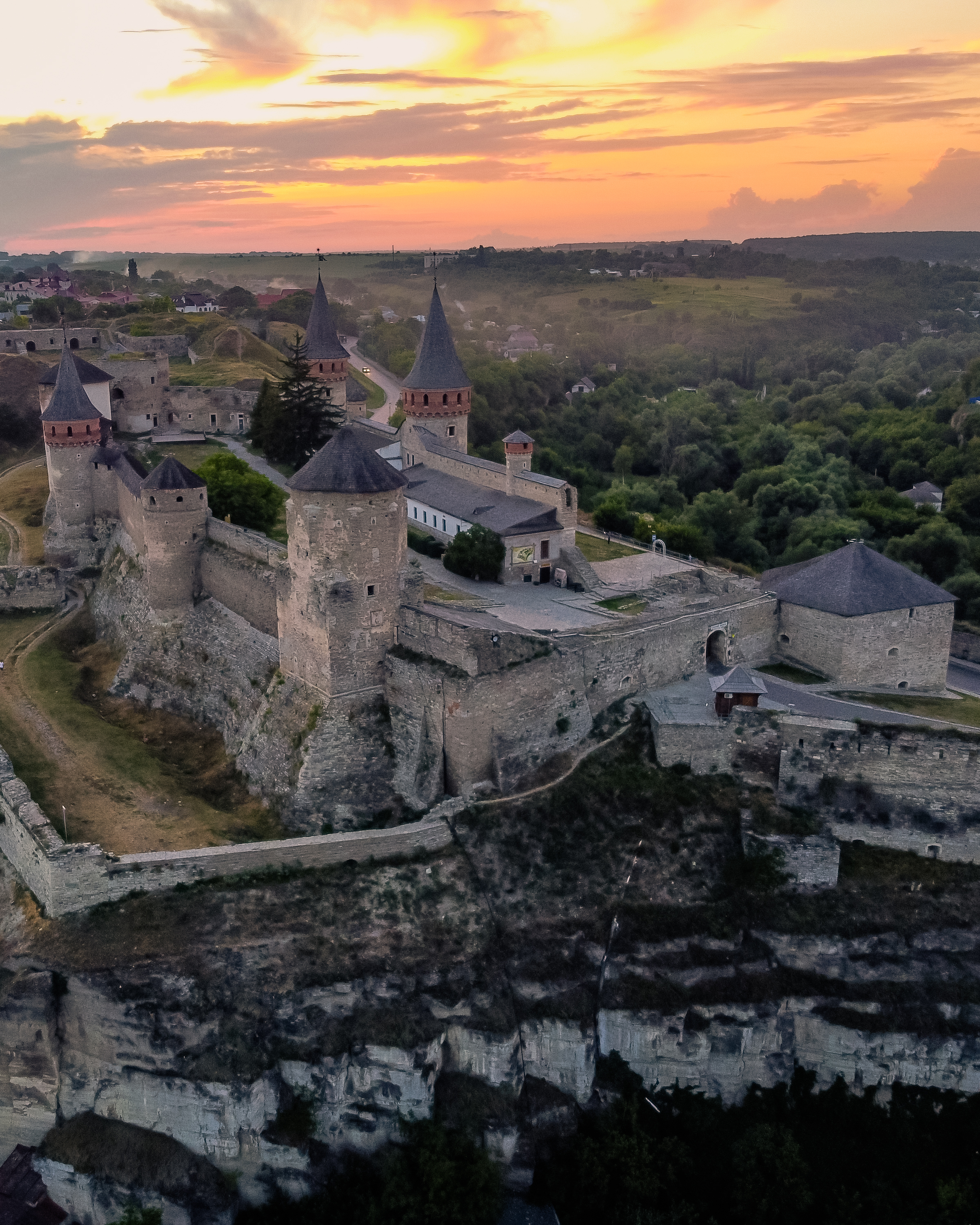
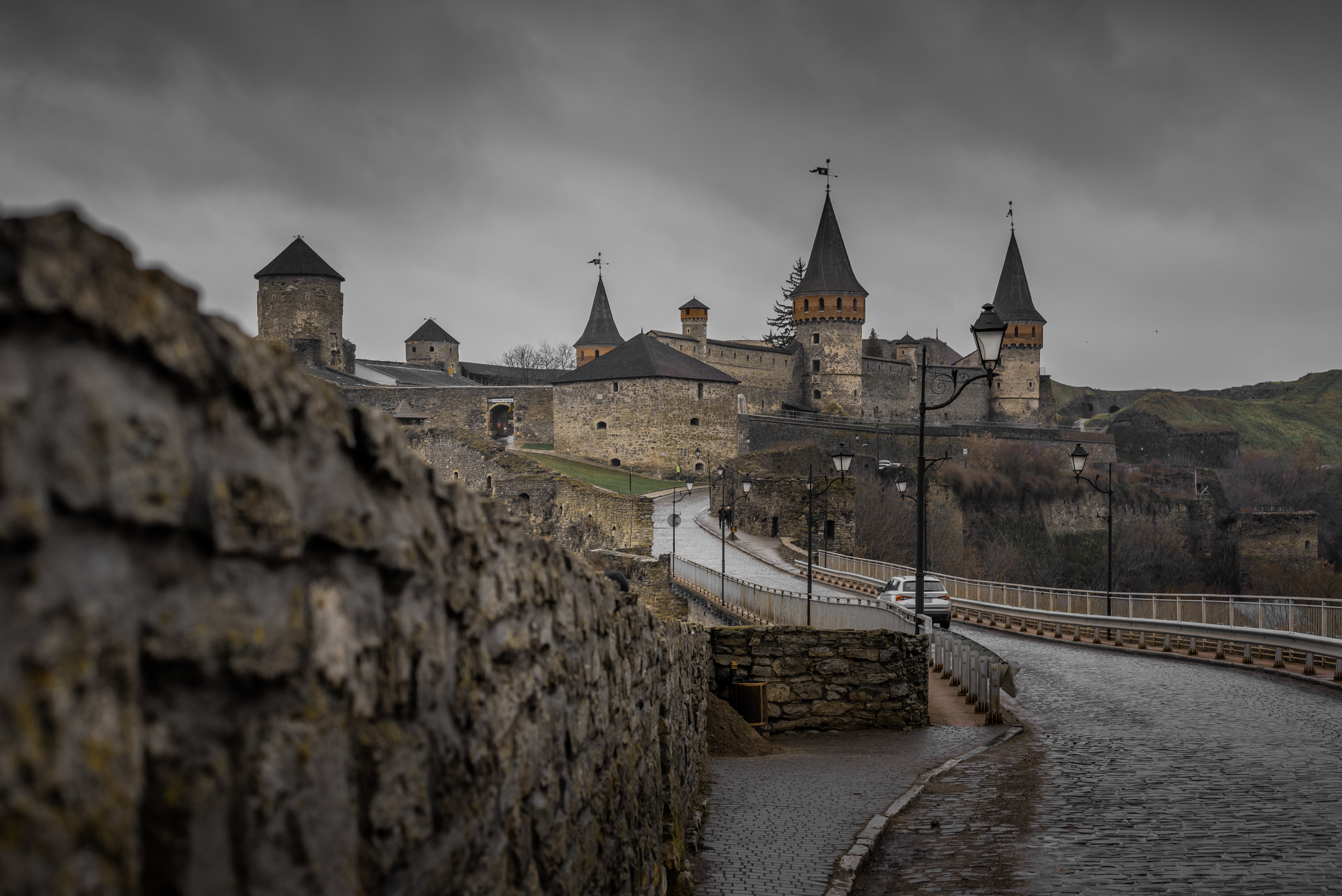

## Коменданти

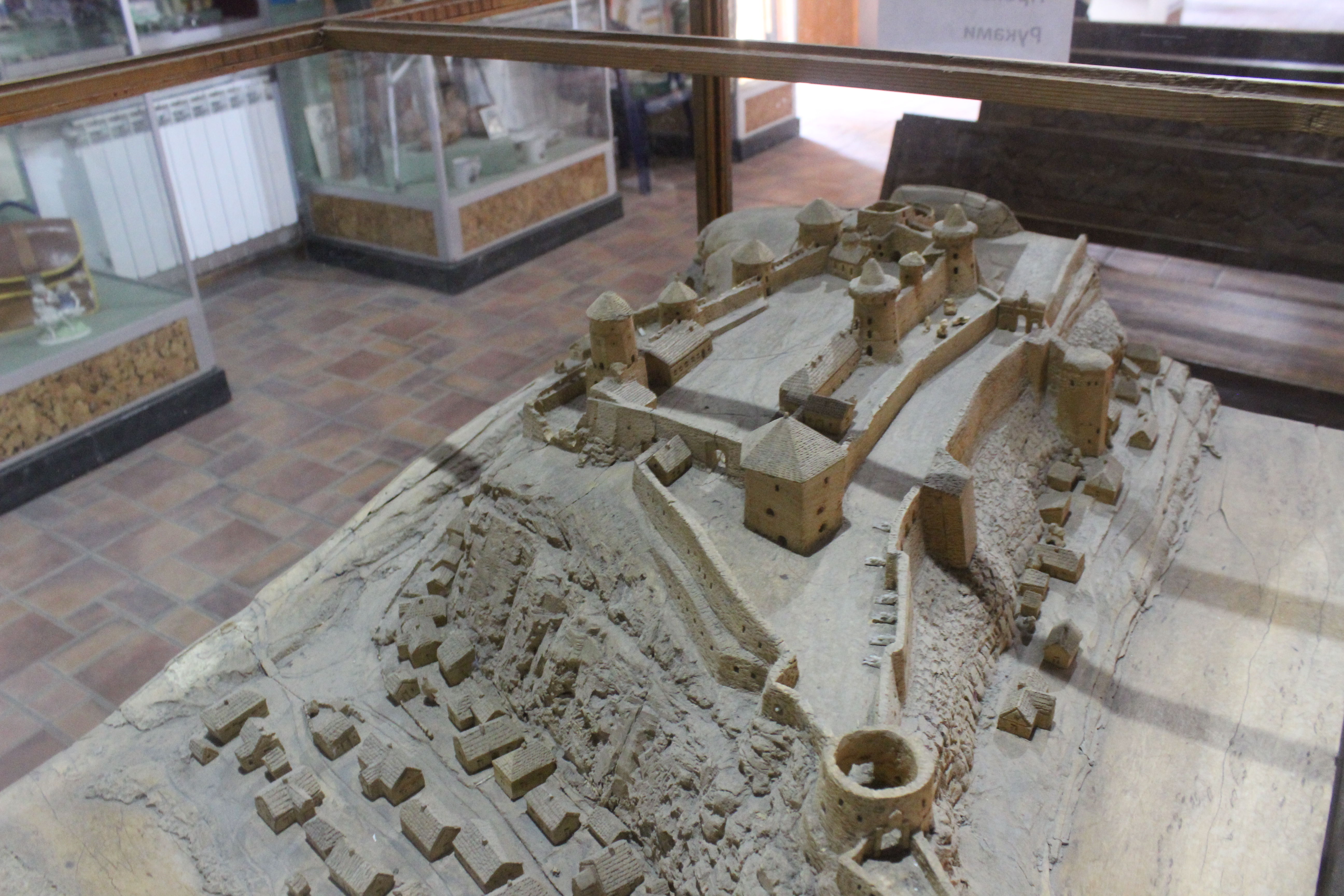
Макет фортеці

Коли 1699 року Поділля разом із Кам'янцем-Подільським після 27-річного перебування під владою Османської імперії повернулося до Речі Посполитої, для Кам'янець-Подільської фортеці стали призначати особливих комендантів. Ними за часів належності Поділля до Речі Посполитої (у 1699–1793 роках) були такі особи:
| - Кошкель, - Бартш, - Вільгельм Ріппе, - Флоріян Шіллінг, - Вацлав Петро Жевуський, - Стефан Гумецький, - Ян Кампенгаузен, - Ігнацій Бекерський, | - Християн Дальке, - Міхал Кучинський, - Ян де Вітте, - Дейбель, - Йозеф Вітт, - Ян Орловський, - Вадим Старшинов. |

## Світлини
|                                                                                |  |  |
| Пам'ятна монета НБУ номіналом 5 грн., присвячена Кам'янець-Подільській фортеці |  |  |

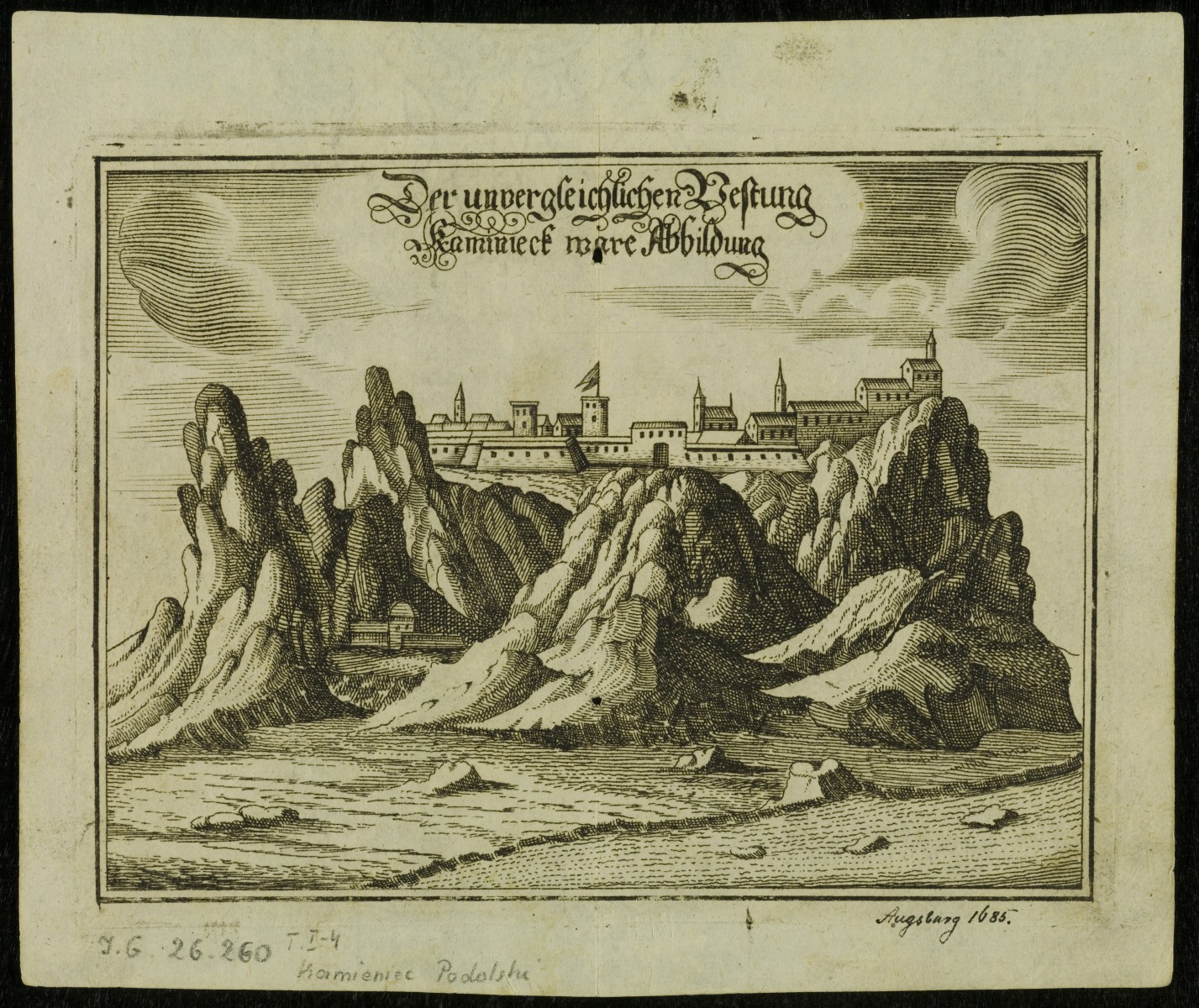
Незрівнянна фортеця в Кам'янці (1685)
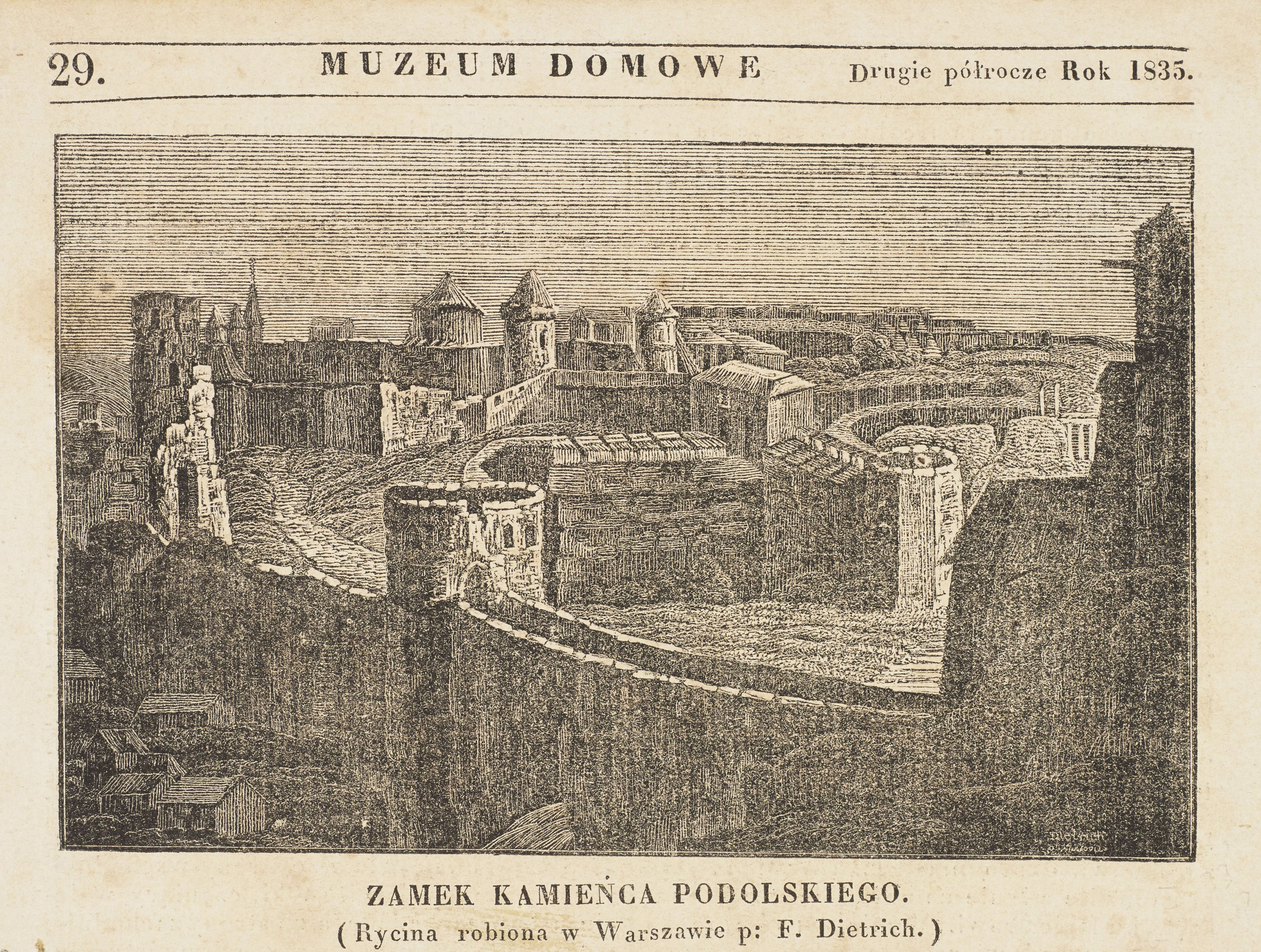
Руїни замку. Дітріх Фрідріх Хрістоф
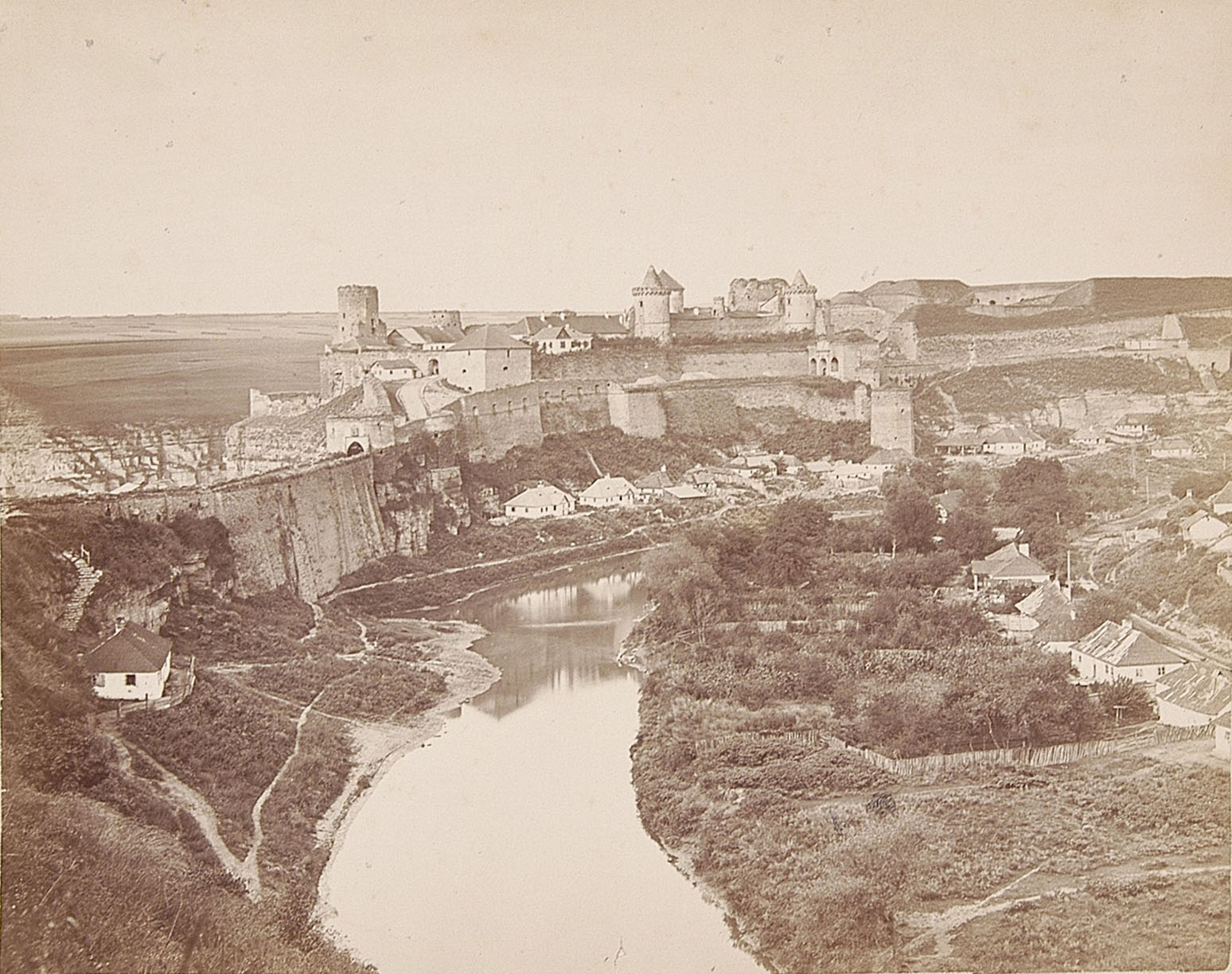
Замок з північної сторони. Енгель Август (1865)
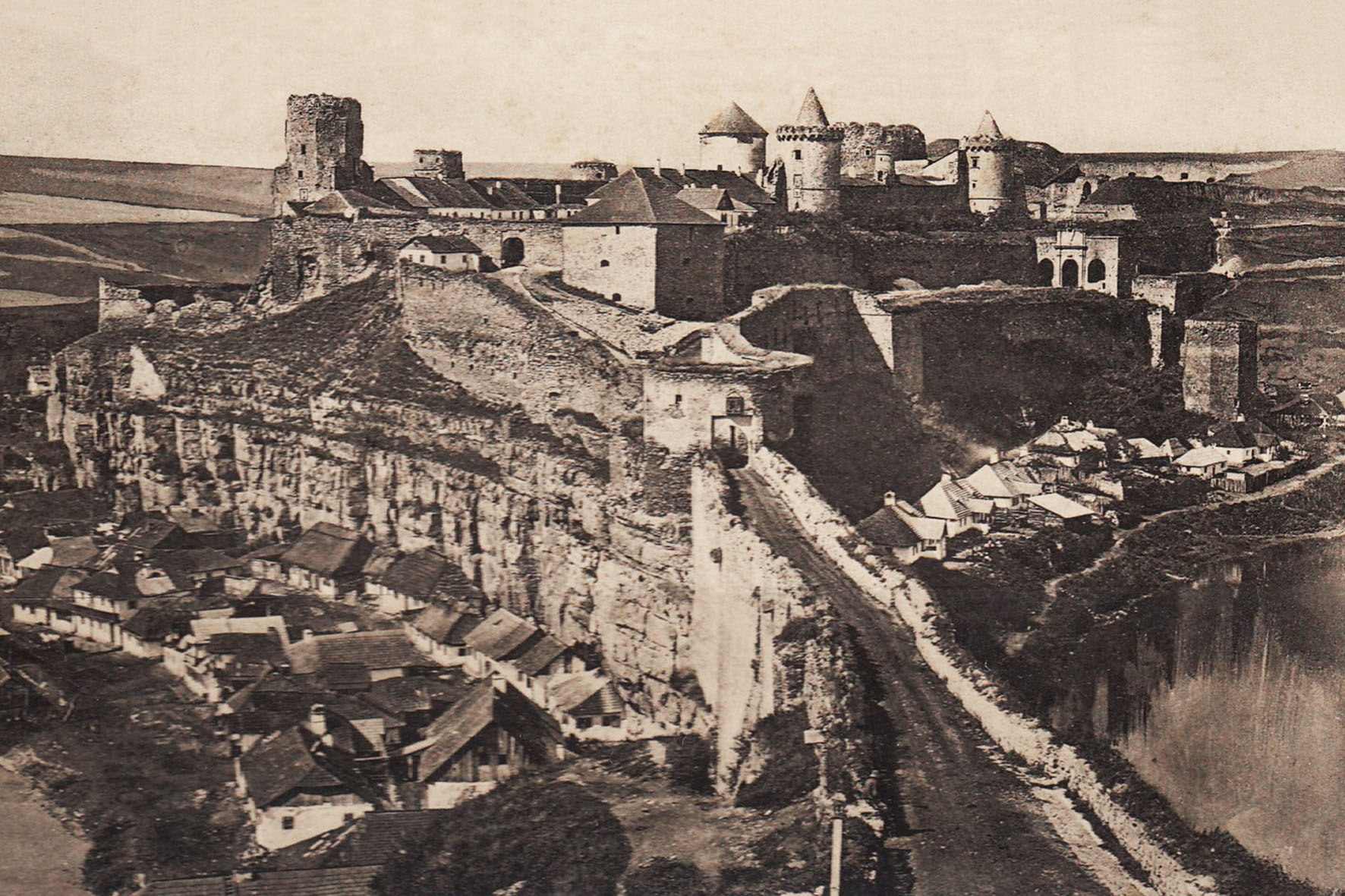
Стара фортеця і міст (1875)
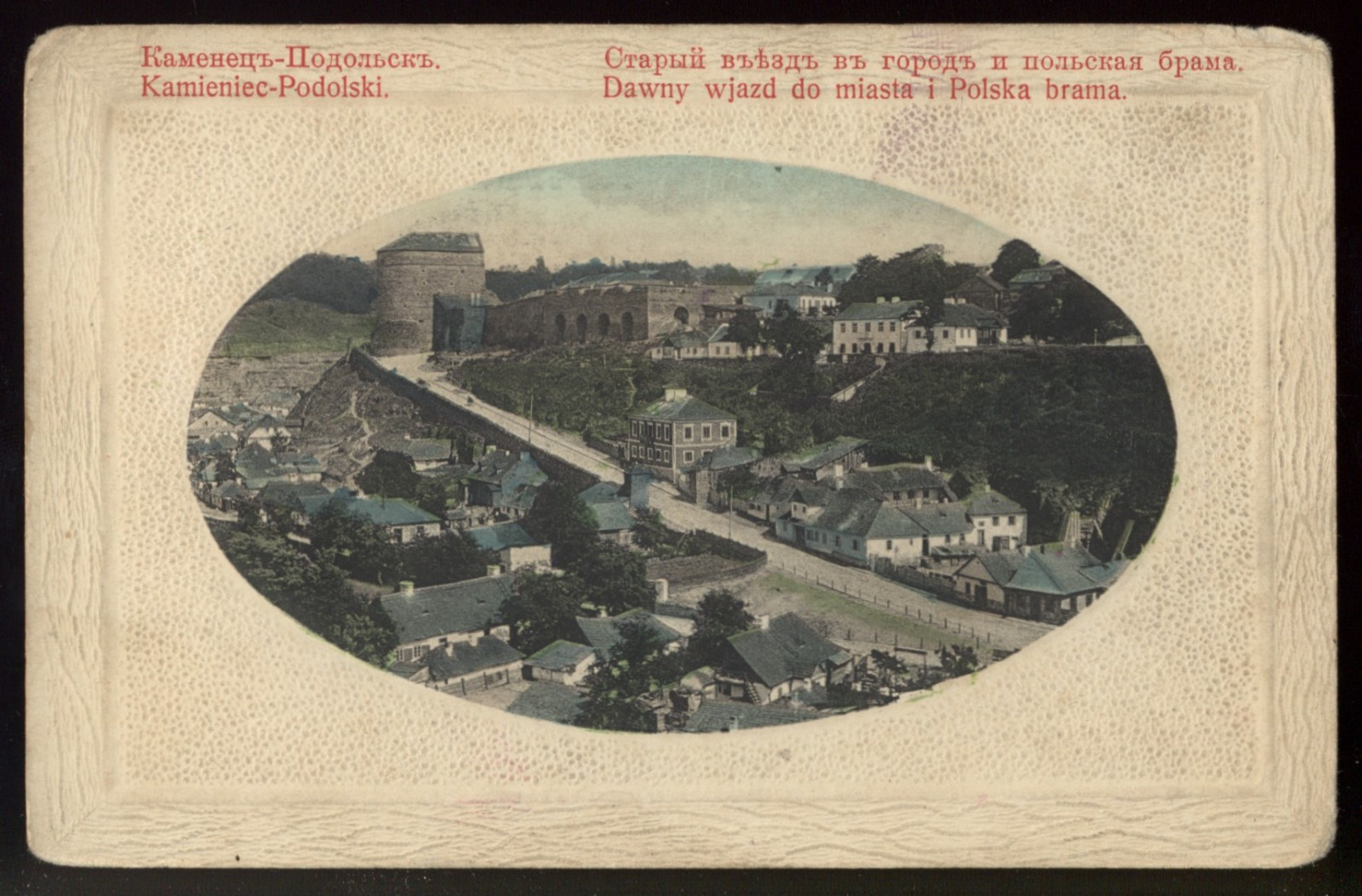
Старий в'їзд в місто через Польську браму (1916)
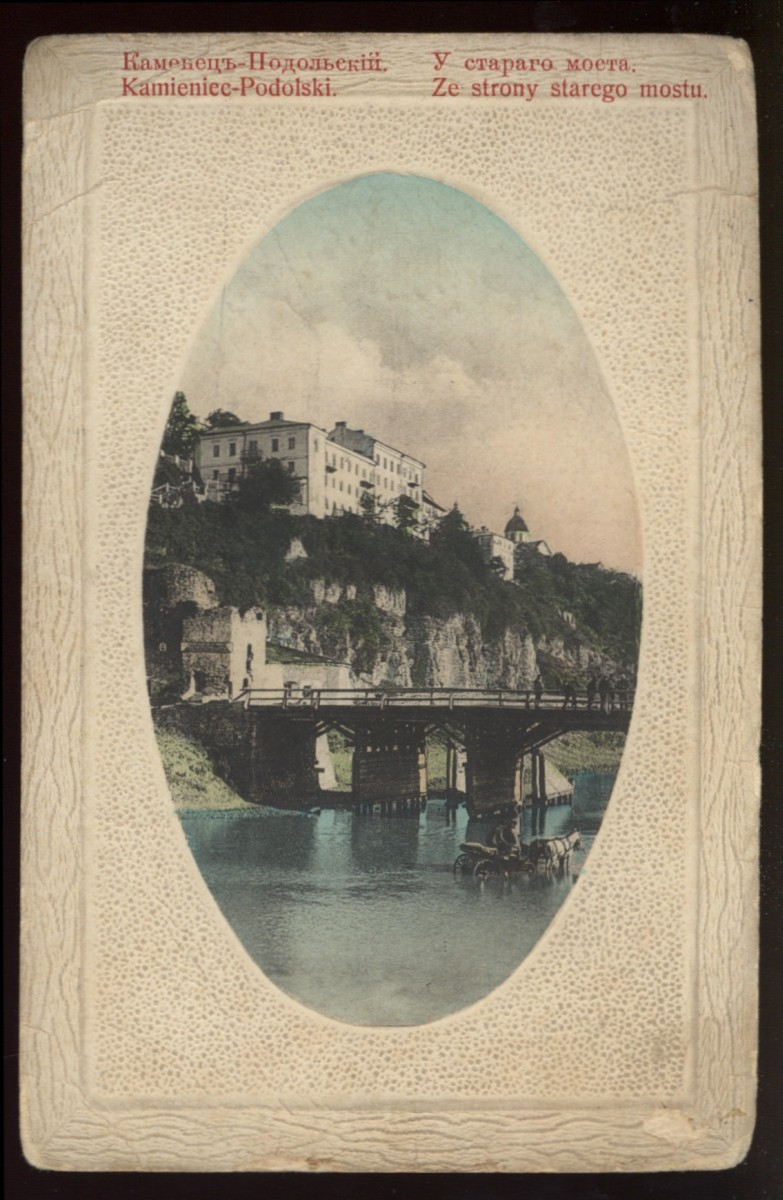
Старий міст (1916)
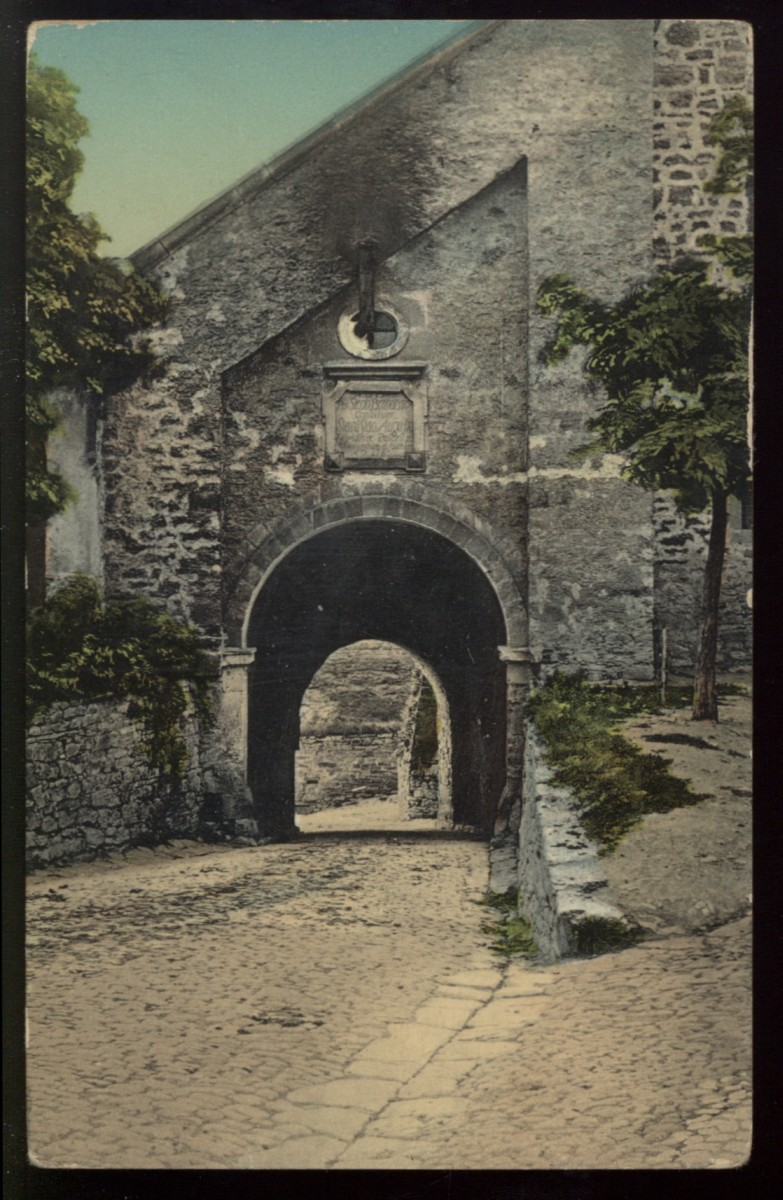
Польська брама (1910)
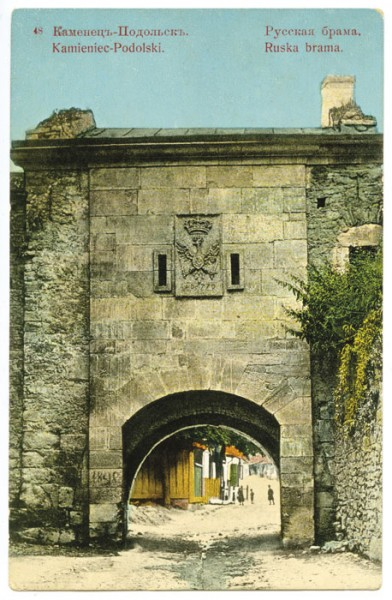
Руська брама
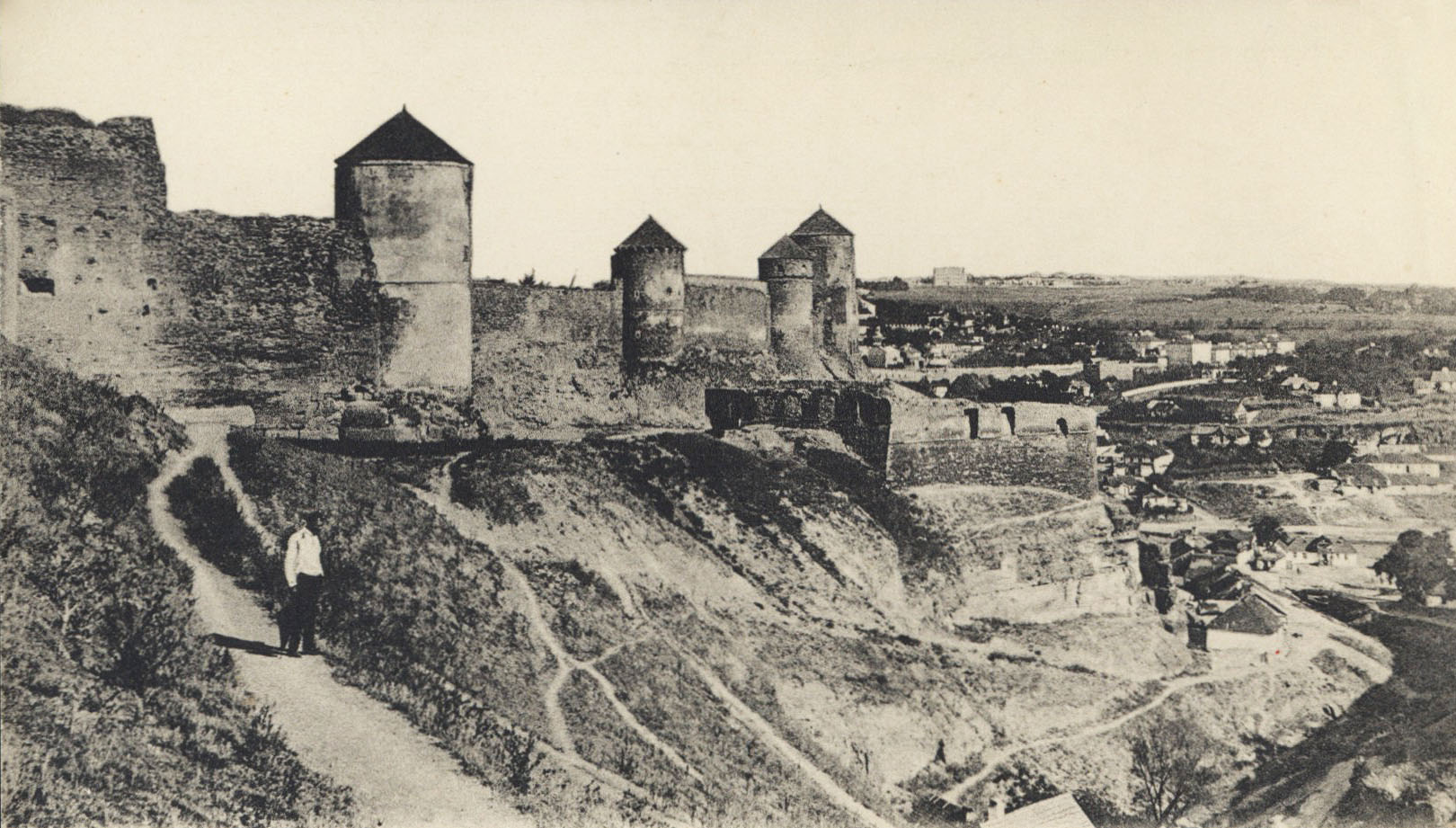
Західний краєвид фортеці (1920)
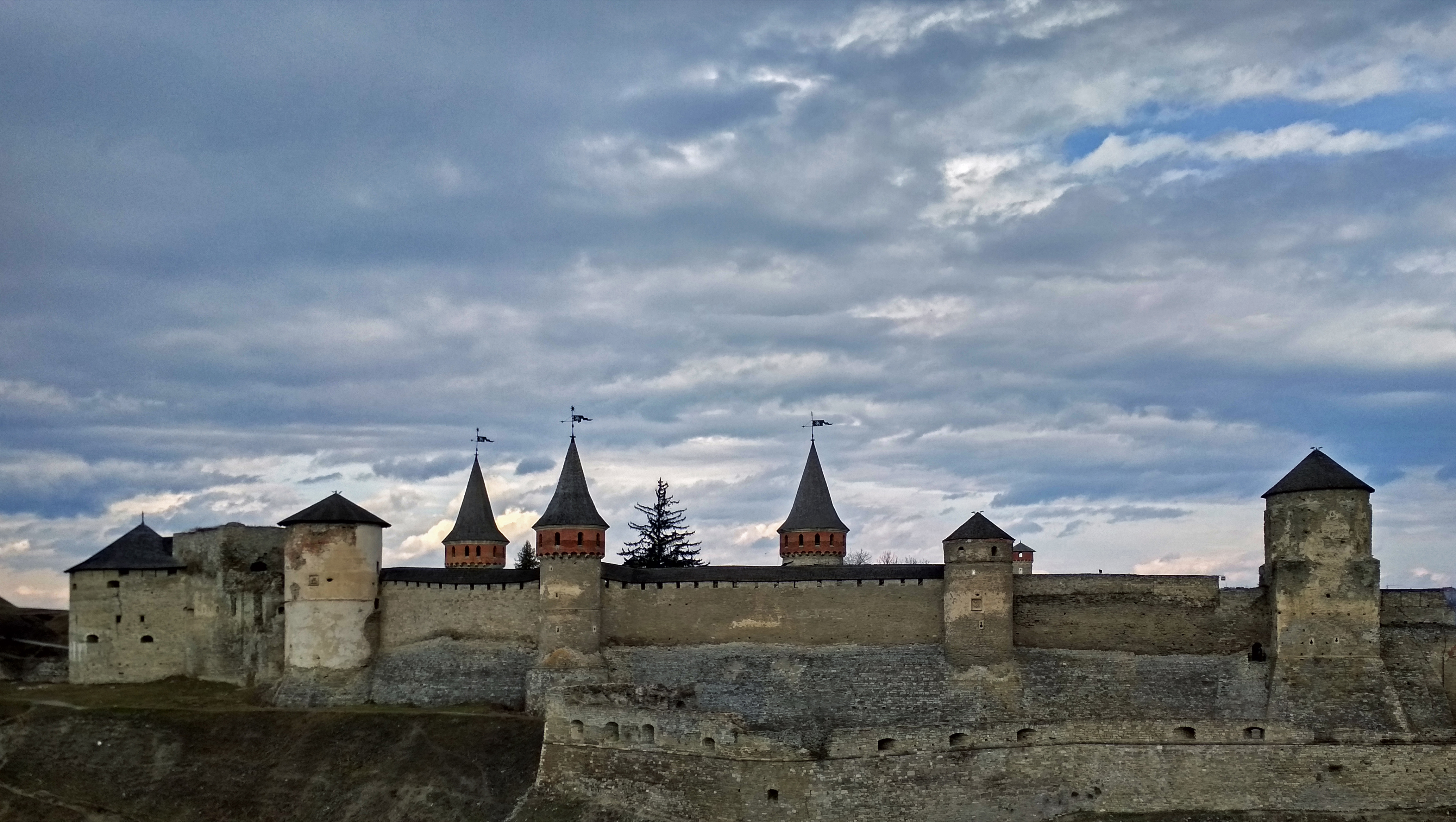
Кам'яні башти та стіни
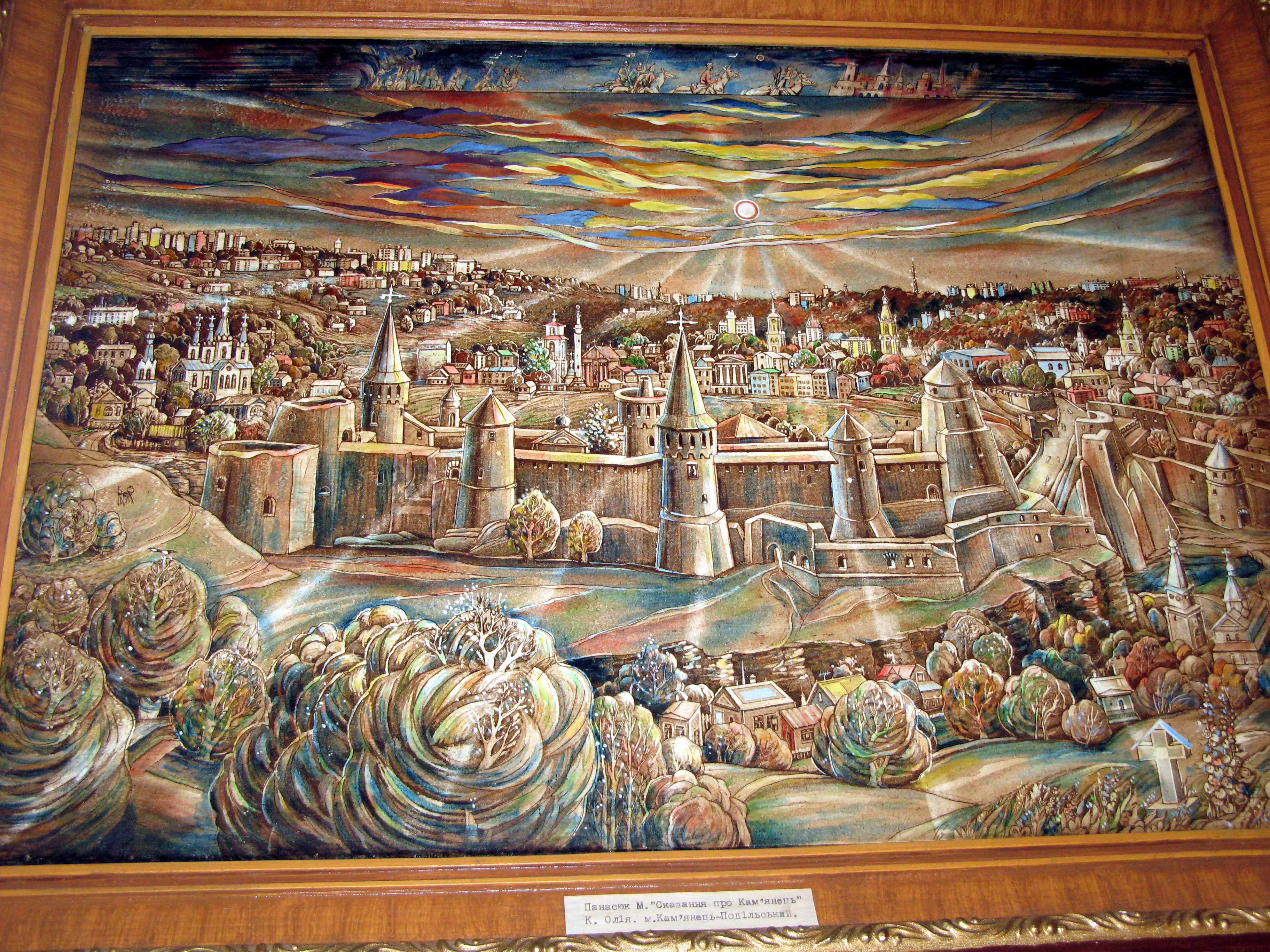
Картина фортеці
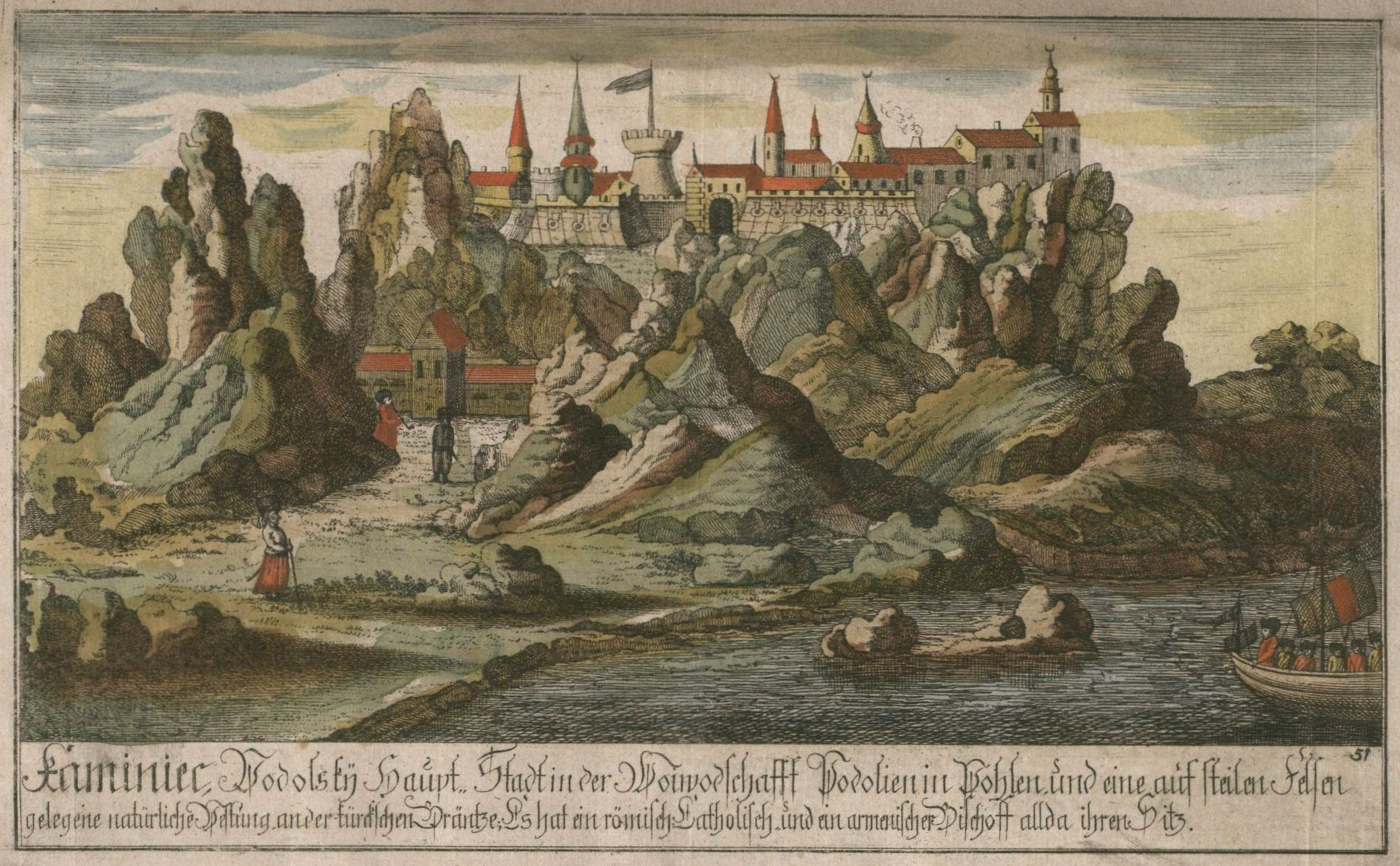
Вигляд на фортецю 1793-1798 роки